# Palmiro Togliatti
Palmiro Michele Nicola Togliatti (Genova, 26 marzo 1893 – Jalta, 21 agosto 1964) è stato un politico, giornalista ed economista italiano, tra i più influenti e popolari dirigenti comunisti della storia mondiale, che guidò il Partito Comunista Italiano dagli anni venti agli anni sessanta, quando morì per un'emorragia cerebrale all'età di 71 anni. Nel 1930 prese la cittadinanza sovietica, e più tardi in quel Paese ebbe una città nominata in suo onore: Togliatti.
Membro fondatore del Partito Comunista d'Italia nel 1921, ne fu segretario e capo indiscusso dal 1927 fino al 1964, con un'interruzione dal 1934 al 1938, durante la quale fu il rappresentante all'interno del Comintern (per le sue capacità di mediatore fra le varie anime del partito fu chiamato il «giurista del Comintern», appellativo attribuitogli da Lev Trockij), l'organizzazione internazionale dei partiti comunisti d'osservanza moscovita.
Anche di questo organismo Togliatti fu uno degli esponenti più rappresentativi e, dopo che esso fu sciolto nel 1943 e sostituito dal Cominform nel 1947, rifiutò la carica di segretario generale, offertagli direttamente da Stalin nel 1951, preferendo restare al comando del partito in Italia e cominciando a nutrire dei dubbi sulla politica del leader sovietico, fatto che gli fece approvare in pieno la linea di Nikita Chruščëv al XX congresso del PCUS (1956).
Ministro senza portafoglio negli esecutivi Badoglio II e Bonomi II, dal 1944 al 1945 ricoprì la carica di vicepresidente del Consiglio e poi, dal 1945 al 1946, quella di ministro di grazia e giustizia, nei governi di coalizione che ressero l'Italia dopo la caduta del fascismo. Membro dell'Assemblea Costituente, dalla primavera del 1947 guidò il partito all'opposizione rispetto ai vari governi che si succedettero sotto la guida della Democrazia Cristiana, che conquistò un successo storico alle elezioni del 18 aprile 1948. Dopo anni di ortodossia stalinista, pochi mesi dopo la morte di Stalin, Togliatti elaborò la teoria della "via italiana al socialismo", cioè la realizzazione del progetto comunista tramite la democrazia, ripudiando l'uso della violenza e applicando la Costituzione italiana in ogni sua parte.
Sopravvissuto a un attentato nel luglio 1948, egli morì nel 1964, durante una vacanza in Crimea sul Mar Nero, nell'allora Unione Sovietica.

## Biografia

### Le origini familiari e gli studi
Palmiro Togliatti nacque il 26 marzo 1893 a Genova da una famiglia di origine piemontese; il padre, Antonio, nacque nel 1852 a Coassolo, in provincia di Torino; la famiglia avrebbe voluto destinarlo alla carriera ecclesiastica, ma Antonio, dopo il seminario a Giaveno, non volle diventare sacerdote e si trasferì a Torino, si diplomò maestro e, dopo un periodo d'insegnamento, si impiegò dapprima come istitutore, poi come contabile nell'amministrazione dei Convitti nazionali del Regno, sposando una maestra elementare torinese, Teresa Viale, «la figura centrale della famiglia».
Il lavoro del padre costrinse i Togliatti a frequenti spostamenti in diverse città.
La madre dovette lasciare l'insegnamento per occuparsi esclusivamente della famiglia, che andava crescendo: il primogenito Eugenio (1890) nacque a Orbassano; Maria Cristina (1892) e Palmiro a Genova, nella casa di via Albergo dei Poveri 8; l'ultimo figlio, Enrico, nacque a Torino, nel 1900.
Il nome Palmiro gli venne dato perché nato nel giorno della Domenica delle Palme; i genitori erano religiosi, senza che questo fosse vissuto dal giovane Togliatti come un'imposizione: come ricordato da Togliatti stesso in un'intervista, «per abitudine si andava a messa tutte le domeniche, ma non sentii mai il problema religioso con troppa intensità».
Dal 1897 la famiglia Togliatti visse a Novara, dove Palmiro frequentò, con la sorella, la prima elementare; poi proseguì gli studi a Torino; dal 1902 fu a Sondrio, dove conseguì la licenza ginnasiale; dal 1908 frequentò il Liceo classico Azuni di Sassari, dove risultò, con la sorella, il migliore dell'Istituto.
Il padre Antonio, malato di cancro, era stato ricoverato in ospedale, a Torino, morendovi il 21 gennaio 1911; la famiglia cadde in serie ristrettezze economiche.
Trasferitasi, nell'estate del 1911, nella casa torinese di Lungodora Firenze 55, la madre Teresa si diede a lavorare di cucito, mentre Eugenio, studente dell'ultimo anno di matematica, dava lezioni private, unitamente a Palmiro e Maria Cristina, che pure studiavano per superare il concorso, con il quale il Collegio Carlo Alberto metteva a disposizione 65 borse di studio di 70 lire mensili per frequentare l'Università di Torino.
Nell'ottobre 1911 entrambi superarono gli esami: Palmiro si classificò 2º e Maria Cristina 11ª; al 9º posto un giovane sardo, Antonio Gramsci, che s'iscrisse, come Maria Cristina, alla facoltà di lettere; Palmiro avrebbe voluto seguire i corsi di filosofia, ma, per decisione dei familiari, dovette iscriversi alla facoltà di giurisprudenza.
Non è chiaro il preciso percorso intellettuale del giovane Togliatti: nel clima culturale di quegli anni stavano prevalendo le correnti neo-idealistiche; andavano dal magistero di Benedetto Croce alle espressioni più esasperate di nazionalismo e di spiritualismo; a queste ultime Togliatti dichiarò sempre di essere rimasto estraneo; è certo che Benedetto Croce, soprattutto, poi La Voce di Giuseppe Prezzolini e Giovanni Papini, Gaetano Salvemini, Romain Rolland ebbero non poca parte sulla sua formazione giovanile; il primo accostamento al marxismo sarebbe avvenuto soprattutto tramite gli scritti del Labriola; gli elementi decisivi che portarono Togliatti al socialismo marxista furono l'amicizia con Gramsci e la concreta realtà sociale torinese, che vedeva lo sviluppo di un forte e organizzato movimento operaio.
Togliatti s'iscrisse al Partito Socialista nel 1914, anche se non frequentò la vita di partito per diversi anni; allo scoppio della prima guerra mondiale si dichiarò favorevole all'intervento dell'Italia a fianco dell'Intesa, secondo una considerazione politica, minoritaria fra i socialisti, che portava a distinguere «fra la guerra imperialista e le giuste rivendicazioni nazionali contro i vecchi imperialismi; non ritenevano giusto che alcune province italiane rimanessero sotto il dominio di uno Stato straniero, per di più reazionario».
Dopo una brillante serie di studi conclusa con la media del 30, Togliatti si laureò, nel novembre 1915, con la tesi Il regime doganale delle colonie, discussa con Luigi Einaudi.
Seguendo la sua primitiva inclinazione, s'iscrisse anche alla facoltà di Lettere e Filosofia, ma la guerra e, poi, l'attività politica gli impedirono di conseguire la seconda laurea.
Riformato, per la forte miopia, nel 1915 si arruolò volontario nella Croce Rossa, prestando servizio in diversi ospedali, anche al fronte; nel frattempo, le necessità belliche indussero i Comandi militari a rivedere i criteri di arruolamento, così nel 1916 Togliatti fu dichiarato "abile e arruolato"; fu assegnato al 54º Reggimento Fanteria per poi passare, su sua richiesta, al 2º Reggimento alpini; nel 1917 fu ammesso al corso allievi ufficiali, a Caserta; lo superò, però senza ottenere la nomina a ufficiale, a causa di una grave pleurite sopraggiunta nel frattempo; caporal maggiore alla sanità, fu congedato nel dicembre del 1918, allo scadere di una lunga licenza.

### L'inizio dell'attività politica

#### L'Ordine Nuovo
A Torino Togliatti insegnò diritto ed economia in un istituto privato e collaborò, come cronista, al quotidiano socialista Avanti!; s'impegnò anche nell'attività politica delle sezioni del Partito e tenne il suo primo comizio a Savigliano.
Nel 1919 il Partito Socialista era in piena espansione di consensi elettorali, particolarmente a Torino, dove lo sviluppo industriale aveva creato un forte nucleo operaio; dopo il successo della rivoluzione russa i giovani socialisti torinesi, Gramsci in testa, avevano avvertito che, di fronte all'inerzia dei dirigenti socialisti nazionali – parte dei quali ritenevano che la rivoluzione socialista sarebbe avvenuta ineluttabilmente per forza propria, mentre altri consideravano strategica una politica esclusivamente riformista - quello torinese poteva essere un laboratorio politico dove sviluppare le premesse di una rivoluzione italiana, per conseguire la quale occorreva, però, un'azione diretta allo scopo; per dare voce a tali esigenze e per comprendere i nuovi, enormi problemi creati dalla guerra, dalle rivoluzioni in Europa, per fare i conti con la cultura italiana contemporanea, Gramsci, Tasca, Terracini e Togliatti fondarono il settimanale L'Ordine Nuovo, il cui primo numero uscì il 1º maggio 1919.
Togliatti vi tenne la rubrica culturale «La battaglia delle idee», con articoli spesso polemici: ne fecero le spese il già ammirato Prezzolini, ora giudicato un moralista, un «maestro di scuola, predestinato alla sterilità»; lo scrittore Piero Jahier, cui rimproverò il dilettantismo politico; Piero Gobetti, un «predicatore del rinnovamento morale del mondo», un «ragazzo d'ingegno» sì, ma dal «frasario nuvoloso che dovrebbe dare l'illusione della profondità».
La recensione al libro Polemica liberale, del noto giornalista Missiroli, gli diede occasione, dopo aver riconosciuto i meriti storici dei principi liberali, di denunciare i limiti del liberalismo politico italiano, «movimento di aristocrazia intellettuale, non riscossa di sane e forti energie sociali», rispetto al quale «il socialismo può diventare il vero liberatore del Paese nostro».

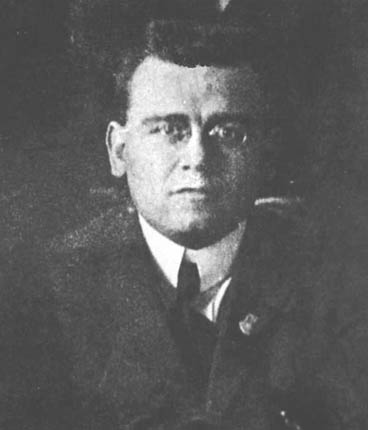
Amadeo Bordiga

Da giugno, sotto l'impulso di Gramsci, il settimanale mutò interessi e contenuti: meno rassegne culturali, più attenzione alle forme di organizzazione che il movimento operaio italiano si stava dando, sulla scorta dell'esperienza russa dei Soviet, di quella tedesca dei Revolutionäre Obleute, degli Arbeiterräte austriaci: la creazione dei Consigli operai.
La commissione di fabbrica è giudicata da L'Ordine Nuovo non solo un organo di democrazia operaia, anche il nucleo di un futuro potere proletario, l'«ordinatrice di fatto e di diritto di tutto il regime di produzione e di scambio».
Le valutazioni positive de L'Ordine Nuovo contrastavano con le posizioni critiche, per diversi motivi svolte al riguardo tanto dai sindacalisti della Camera del Lavoro – che rimproverano di anarchismo quegli operai – quanto da Amadeo Bordiga che, dalla rivista Soviet, accusava l'iniziativa di «economicismo»: il proletariato non può emanciparsi sul terreno dei rapporti economici «mentre il capitalismo detiene, con lo Stato, il potere politico».

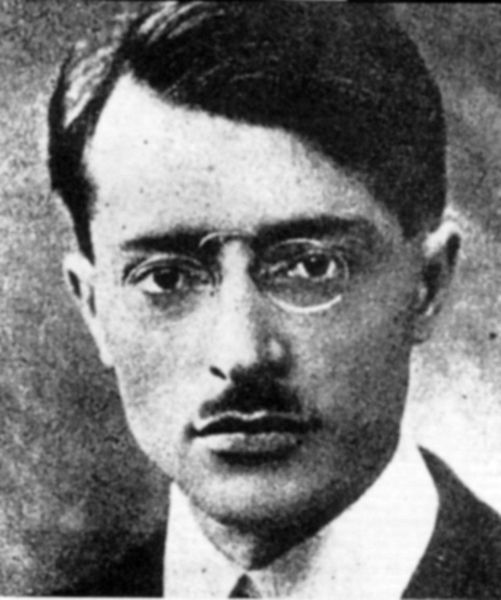
Togliatti nel periodo della collaborazione a L'Ordine Nuovo

Il movimento dei Consigli continuò a svilupparsi, insieme all'estensione dei conflitti sindacali, delle serrate e delle occupazioni delle fabbriche; gli ordinovisti, come la FIOM, appoggiarono l'occupazione della FIAT, avvenuta il 1º settembre 1920, a seguito della serrata industriale; fu imitata in quasi tutte le fabbriche della città; la gestione della produzione fu attivata dai Consigli operai, in assenza dei tecnici e dei dirigenti della fabbrica.
Togliatti, che in luglio aveva assunto la carica di segretario della Sezione socialista torinese, era convinto che la dittatura del proletariato fosse attuabile «perché era realizzata la sua fondamentale premessa storica: il prevalere del proletariato industriale e rivoluzionario nella vita del Paese e l'imporsi della sua ideologia di conquista a tutte le categorie di lavoratori».

#### La fondazione del Partito Comunista
L'occupazione ebbe termine il 26 settembre 1920 con un compromesso, fra proprietari e operai, favorito da Giolitti.
Di fronte all'inerzia del Partito Socialista, gli ordinovisti si convinsero che «il destino della rivoluzione socialista dipende soprattutto dall'esistenza di un partito che sia veramente un partito comunista», la Sezione torinese decise, a grande maggioranza, di costituirsi in frazione comunista partecipando, con Gramsci, al Convegno di Imola che, il 29 novembre, sancì ufficialmente la frazione comunista del Partito Socialista; Amadeo Bordiga il suo leader più prestigioso.
Il 15 gennaio 1921 si aprì, a Livorno, il XVII Congresso del Partito Socialista; il giorno 21 la minoranza comunista si costituiva in partito, il Partito Comunista d'Italia: degli ordinovisti, erano presenti a Livorno Gramsci e Terracini; Togliatti era rimasto a Torino, a dirigere L'Ordine Nuovo, già divenuto quotidiano.
Da tempo erano iniziate le violenze delle squadre fasciste, nell'indifferenza delle forze dell'ordine, che privilegiavano la sorveglianza dei comunisti.
Il fascismo è giudicato «la parte peggiore della borghesia italiana, quella che non ha mai fatto l'abitudine a una scuola di pensiero, quella che è classe dominante unicamente per una specie di diritto di ereditarietà; ma non possiede alcuna delle qualità che occorrono ai dirigenti di uno Stato».
Saluta l'opposizione alle violenze fasciste di Firenze del marzo 1921 scrivendo che «il proletariato non deve mai dare esempio di viltà [...] meglio, cento volte meglio, lasciare 50 morti sul lastrico di una città che tollerare, senza reazione, la violenza e l'offesa»; di fronte all'incendio della Camera del Lavoro di Torino, avvenuto senza incontrare opposizione, scrive, il 4 maggio 1921:
«Quando ti pentirai, o popolo, di quello che non hai fatto, di quello che non hai ancora saputo fare, di quello di cui gli avversari tuoi hanno dovuto farti la scuola? [...] Ma non rallegratevi, borghesi: nell'animo del popolo d'Italia maturano propositi. E non parole, non canti, ma fuoco e cenere d'incendi, e secco scoppiettare di fucilate li fan maturare».
Mentre Gramsci rimase a Torino, a dirigere L'Ordine Nuovo, alla fine dell'estate del 1921 Togliatti venne mandato a Roma, «città dei trafficanti e dei burocrati, città del popolo eroico e generoso e della borghesia vile e parassita», come redattore-capo del quotidiano «Il Comunista», diretto dal deputato Luigi Repossi, che iniziò le pubblicazioni l'11 ottobre: percepiva 1 500 lire al mese e alloggiava in una pensione di via Giovanni Lanza 152; continuò a collaborare anche al quotidiano torinese, telefonando, alla sera, le proprie corrispondenze.
A Roma si stampava anche «Compagna», diretta da Giuseppe Berti: fra le redattrici vi era la torinese Rita Montagnana, sorella di Mario, redattore de L'Ordine Nuovo; tra Rita e Togliatti nacque, qualche tempo dopo, una relazione che sfociò nel matrimonio, celebrato nel Municipio di Torino il 27 aprile 1924.

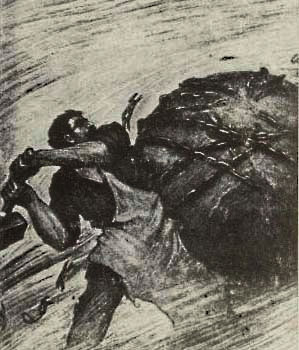
Tessera del PCd'I del 1921

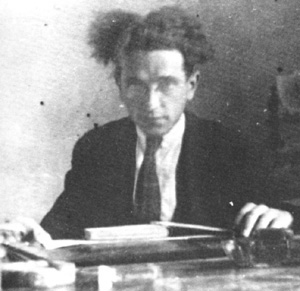
Mario Montagnana

Il III Congresso dell'Internazionale Comunista, nel giugno 1921, di fronte all'esaurirsi della spinta rivoluzionaria in Europa, aveva stabilito la nuova tattica che i partiti comunisti nazionali avrebbero dovuto seguire: quella di un fronte unico con i partiti socialisti per opporsi alla montante reazione della destra: il Partito Comunista d'Italia si oppose a quell'indirizzo; nel suo II Congresso, tenuto a Roma nel marzo 1922, Bordiga e Terracini, per la maggioranza dei congressisti, ribadirono il rifiuto a ogni accordo con i socialisti; sottovalutarono il pericolo fascista; previdero uno sbocco socialdemocratico alla crisi italiana; restava operante solo l'intesa con i socialisti sul piano sindacale.
Gramsci e Togliatti, che entrò a far parte del Comitato Centrale, si allinearono con la maggioranza di Bordiga, pur non condividendo l'opposizione alle direttive del Comintern; temevano una frattura o una scissione nel partito.
Il 5 ottobre, commentando la conclusione del XIX Congresso del Partito Socialista, Togliatti scrisse, su L'Ordine Nuovo, che l'espulsione dal PSI dei riformisti di Turati rappresentava un segnale positivo per il riavvicinamento dei due partiti, concetto ribadito il 12 ottobre, in un discorso tenuto al Comitato centrale del Partito.

### L'avvento del fascismo
Il 28 ottobre 1922, in coincidenza con la marcia su Roma, una squadra fascista penetrò nella tipografia dove si stampava «Il Comunista»: vi era anche Togliatti, che riuscì a fuggire; il quotidiano cessò le pubblicazioni il 31 ottobre, con un ultimo appello all'attività illegale.
A Torino ci aveva pensato, il 29 ottobre, il questore Benedetto Norcia a chiudere provvisoriamente L'Ordine Nuovo, imitato dal collega di Trieste, che aveva sospeso le pubblicazioni dell'altro quotidiano comunista «Il Lavoratore».
Togliatti minimizzava, come la maggioranza del gruppo dirigente del partito, il significato politico dell'avvento dei fascisti al governo:
«non hanno profondamente modificato la situazione interna italiana [...] il governo fascista, che è la dittatura della borghesia, non avrà interesse di liberarsi di alcuno dei tradizionali pregiudizi democratici».
Togliatti ritornò a Torino dove, il 7 novembre, tenne un comizio in celebrazione dell'anniversario della rivoluzione russa; nel dicembre successivo Torino fu sconvolta dalla strage del 18 dicembre, quando gli squadristi, comandati dal console della Milizia Piero Brandimarte, devastarono la Camera del Lavoro e la sede de L'Ordine Nuovo, uccidendo 22 persone.
Dopo questo avvenimento Togliatti si distaccò dall'attività politica, per motivi non chiariti: malattia, crisi sentimentale, paura delle rappresaglie fasciste o, forse, perché «per Togliatti la politica era arte di governo, non milizia rivoluzionaria. Forse gli si presentò, in quella e in altre occasioni, il problema se dovesse veramente abbandonare i suoi studi per dedicarsi unicamente alla politica».
Non fu nemmeno coinvolto dall'ondata di arresti ordinati, nel febbraio 1923, da Mussolini: oltre ai delegati comunisti di ritorno dal IV congresso dell'Internazionale, che aveva imposto la fusione dei partiti socialista e comunista, furono arrestati più di 5 000 dirigenti comunisti di vario livello; tra le maggiori personalità, sfuggirono all'arresto - a parte Gramsci, rimasto a Mosca, e Tasca, in Svizzera -, solo Terracini, Camilla Ravera e lo stesso Togliatti.

Camilla Ravera

L'operazione poliziesca, coordinata da De Bono, era del tutto illegale; tutti furono prosciolti in istruttoria o assolti alla fine dell'anno, nel processo; ma raggiunse lo scopo di allontanare dal partito i militanti meno decisi e di sconvolgere l'organizzazione, costringendola all'illegalità.
In aprile Togliatti riprese i contatti con il partito, entrando a far parte del Comitato esecutivo: assunto lo pseudonimo di Paolo Palmi, si trasferì nella nuova sede clandestina, ad Angera, sul lago Maggiore.

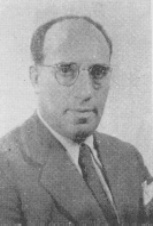
Mauro Scoccimarro

Erano i giorni in cui l'Internazionale, con un atto d'imperio, aveva imposto al partito italiano la formazione di un nuovo esecutivo costituito da tre esponenti della maggioranza di sinistra - Togliatti, Scoccimarro, Fortichiari - e due della minoranza di destra - Angelo Tasca e Giuseppe Vota -, con il compito di portare a effetto la fusione con la frazione del Partito Socialista aderente all'Internazionale, guidata da Giacinto Menotti Serrati.
Togliatti - legato a Bordiga, nettamente contrario all'operazione - esitava, dichiarandosi disposto ad accettare la carica a condizione di sviluppare «una polemica aperta con l'Internazionale e con la minoranza del partito» e denunciando, a Gramsci, quello che riteneva essere il tentativo, da parte della minoranza, di liquidare l'«esperienza del movimento politico proletario che ha portato alla creazione del partito comunista»; posizione giudicata un grave errore da Gramsci, il quale considerava una iattura la contrapposizione del debole partito italiano con l'Internazionale.
L'operazione della fusione non andò in porto; la frazione socialista, favorevole all'unificazione con i comunisti, fu radiata dal PSI, nell'agosto 1923.
Allo stesso tempo Gramsci s'impegnava a costituire, nel partito, una maggioranza di centro, cercando di attrarre a sé gli elementi dell'attuale maggioranza di sinistra per isolare Bordiga (considerato un dottrinario, che condannava il partito all'immobilismo) e la destra di Tasca (secondo Gramsci, intendeva liquidare, nel partito, ogni prospettiva rivoluzionaria e arrivare a un accordo con altre forze politiche antifasciste) in modo da mantenere la fisionomia del partito nato a Livorno, senza rompere con l'Internazionale comunista; Togliatti finì con l'allinearsi alla strategia di Gramsci, pur con quelle esitazioni che sembravano essere una tipica espressione del suo carattere.
In Italia la stampa comunista era bersagliata da sequestri motivati dai prefetti con la sua «attività antinazionale» o per l'«istigazione all'odio di classe»: nell'agosto 1923 Togliatti fondò il settimanale «lo Stato Operaio» a Milano, dove si trovava quando, il 21 settembre, venne arrestato insieme a Tasca, Vota, Leonetti, Gennari, Mario Montagnana, Teresa Noce e Caterina Piccolato; denunciati per «complotto contro la sicurezza dello Stato», furono assolti in istruttoria, dopo tre mesi di carcere preventivo, a San Vittore.
Nell'agosto 1923 Mussolini fece approvare dal Parlamento una nuova legge elettorale, la legge Acerbo; assegnava i due terzi dei seggi alla lista che avesse superato il 25% dei voti.
Togliatti scrisse che «il fascismo vuole, conquistato il potere, disperdere gli aggregati proletari, impedire una loro unificazione su qualsiasi terreno, provocare una unificazione, attorno a sé, dei gruppi politici borghesi»: il 6 aprile 1924 le elezioni confermarono il blocco borghese intorno al «listone» mussoliniano, che raccolse il 66,2% dei voti e 375 seggi.
L'«Alleanza per l'unità proletaria», lista unitaria di comunisti e socialisti «terzini», ottenne il 3,8% e 19 deputati, tra i quali Gramsci che così, apparentemente protetto dall'immunità parlamentare, poté rientrare in Italia; Togliatti non era candidato; Bordiga, benché sollecitato, aveva rifiutato di presentarsi alle elezioni.
Il risultato elettorale ottenuto, benché modesto, fu accolto con soddisfazione, essendo stato superiore al previsto e vicino, sebbene inferiore, a quello ottenuto dagli altri due partiti socialisti.

#### La conferenza di Como
Il chiarimento interno al partito si tenne nella conferenza clandestina convocata, nella metà di maggio, presso Como, nella quale le tre correnti presentarono, ciascuna, una propria relazione.
Togliatti, per il «centro», criticando la concezione bordighiana del partito come un'organizzazione di quadri rivoluzionari isolata dalle masse, sostenne che quello comunista doveva essere «il Partito della dittatura del proletariato, ma la dittatura del proletariato sarà una parola d'ordine solo nel momento in cui saremo riusciti a trascinare dietro di noi, a porre sul terreno della lotta per la conquista del potere le grandi masse della popolazione lavoratrice e non solo l'avanguardia che oggi è raccolta nei nostri Partiti. Per giungere a quel momento bisogna saper costruire tutta una catena storica attraverso i suoi successivi anelli e quindi saper lanciare delle parole d'ordine adattate alla situazione in cui ci troviamo e ai rapporti di forze reali che troviamo dinnanzi a noi».
I delegati del convegno si espressero in larga maggioranza a favore della sinistra di Bordiga.
Alla fine del mese Togliatti, Bordiga, Grieco, Tasca e altri quattordici delegati italiani partirono per Mosca, per partecipare al V Congresso dell'Internazionale, il primo dopo la morte di Lenin, convocato per il 17 giugno 1924.
Il tema della relazione di Zinov'ev era incentrato sulla necessità di combattere le «deviazioni» di sinistra e di destra, presenti in diversi partiti comunisti; ritenendo che vi fossero prospettive rivoluzionarie a medio termine, la risoluzione finale dell'Internazionale dichiarava che era necessario non farsi irretire da alleanze con i partiti socialdemocratici; per l'Italia, attraversata da una grave crisi politica a seguito del delitto Matteotti, il compito del partito comunista era: «1) abbattere il fascismo; 2) scartare dalla scena politica [...] i partiti d'opposizione costituzionale e riformista; 3) riunire dietro di sé le masse operaie e contadine per un'azione di classe mirante alla conquista del potere».
Nel suo intervento sulla situazione politica italiana, Togliatti, che aveva assunto lo pseudonimo di «Ercoli», rilevata l'impossibilità dei partiti di sinistra di condurre da soli la lotta contro il fascismo, aveva invece sostenuto la necessità di isolare i fascisti dai loro «temporanei alleati, facendone per un periodo transitorio [...] degli alleati della classe operaia, e di utilizzare tutte le fessure esistenti nell'insieme dei raggruppamenti borghesi e semiborghesi, per favorire contemporaneamente il processo di disgregazione di questo blocco».
Stante il rifiuto della sinistra di assumere cariche, vennero eletti al Comitato Esecutivo del PCI Gramsci (dall'agosto fu investito anche della nuova carica di segretario generale del Partito), Togliatti (dallo stesso periodo responsabile anche del settore agitazione e propaganda), Scoccimarro, Mersù, Maffi.
Durante la crisi del regime fascista, nella seconda metà del 1924, il Partito Comunista aumentò il numero dei suoi iscritti e la diffusione della sua stampa, ma non riuscì a incidere sulla crisi: la proposta della creazione di un "antiparlamento" fu respinta dai socialisti e dalle altre forze aventiniane, che temevano il radicalismo rivoluzionario dell'iniziativa; il «nullismo» dell'Aventino si concretò nel manifesto dell'11 novembre, che chiedeva l'intervento del re, in realtà solidale con lo stesso regime.
I comunisti rientrarono in parlamento; dopo il discorso di Mussolini del 3 gennaio 1925, la repressione, mai cessata nei loro confronti, si estese anche alle altre opposizioni.
Il 3 aprile Togliatti venne arrestato con cinque capi d'imputazione, tra cui quello di «far sorgere in armi gli abitanti del Regno contro i poteri dello Stato»; anche questa volta, essendo intervenuta un'amnistia, non si arrivò al processo; il 29 luglio venne scarcerato; poté così conoscere il figlio Aldo, nato durante la detenzione; un successivo mandato di cattura, emesso in settembre, non ebbe effetto perché Togliatti, rientrato nella clandestinità, riuscì a far perdere le proprie tracce.

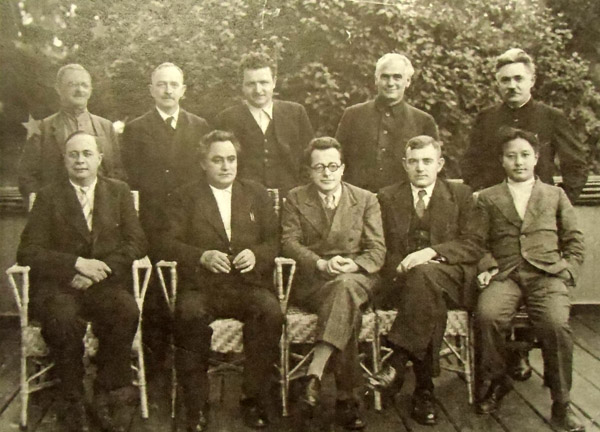
Mosca, agosto 1935, membri del X Comitato esecutivo dell'Internazionale Comunista. Prima fila da sinistra: André Marty, Georgi Dimitrov, Togliatti, Wilhelm Florin e Wang Ming. Fila dietro, da sinistra: Michail Abramovič Trilisser, Otto Wille Kuusinen, Klement Gottwald, Wilhelm Pieck e Dmitrij Manuil'skij

#### Il congresso di Lione
Nell'autunno si tennero, clandestinamente, i congressi provinciali di partito: Gramsci, appoggiato da Togliatti e da altri esponenti del centro e della destra, vi svolse un'intensa attività, allo scopo di strappare alla sinistra il controllo delle Federazioni, in vista del III Congresso nazionale, da tenersi a Lione; qui, dal 20 gennaio 1926 vennero presentate e discusse le tesi congressuali che, secondo Paolo Spriano, «sono il prodotto più maturo dello sviluppo teorico leninista di Gramsci e di Togliatti».
Il fascismo viene visto in queste tesi come un'espressione della politica tradizionale delle classi dirigenti italiane, della lotta del capitalismo contro la classe operaia; ha la sua base sociale «nella piccola borghesia urbana e in una nuova borghesia agraria»; rispetto al tradizionale programma di conservazione e di reazione della classe politica italiana, fatta di accordi e di compromessi, il fascismo ha inteso «realizzare una unità organica di tutte le forze della borghesia in un solo organismo politico sotto il controllo di un'unica centrale che dovrebbe dirigere insieme il partito, il governo e lo Stato»; destinato, per le sue stesse premesse, a svolgere un'aggressiva politica imperialistica, «nel campo economico agisce come strumento di una oligarchia industriale e agraria per accentrare nelle mani del capitalismo il controllo di tutte le ricchezze del paese. Ciò non può fare a meno di provocare un malcontento nella piccola borghesia la quale, con l'avvento del fascismo, credeva giunta l'era del suo dominio».
Era un primo elemento di contraddizione nel blocco reazionario creato dal fascismo, al di fuori del quale restavano altri centri di opposizione borghese, come il gruppo giolittiano:
«Questo gruppo si collega a una sezione della borghesia industriale e, con un programma di riformismo laburista, esercita influenza sopra strati di operai e piccoli borghesi».
Inserire il proletariato come terzo elemento della lotta politica italiana, l'alleanza tra classe operaia del Nord e proletariato agricolo del Sud, sempre per le tesi congressuali, era la condizione per la creazione di prospettive rivoluzionarie nel paese; però occorreva che il partito fosse in costante contatto con la classe operaia, per questo doveva «bolscevizzarsi», ossia organizzarsi sullo stesso luogo di lavoro, creandovi cellule comuniste, senza essere un partito di soli operai:
«la classe operaia e il suo partito non possono fare a meno degli intellettuali e devono essere in grado di raccogliere e guidare tutti gli elementi che per una via o per un'altra sono spinti alla rivolta contro il capitalismo», come i contadini, possibile tramite politico tra il proletariato e le classi rurali; si trattava della conferma della necessità di sviluppare un partito di massa.
Il Congresso si concluse il 26 gennaio: le Tesi di Gramsci e Togliatti raccolsero più del 90% dei consensi dei delegati, la sinistra di Bordiga perdette il controllo del partito; Gramsci fu confermato segretario generale, Togliatti fu confermato all'Esecutivo, all'Ufficio di segreteria e al Comitato centrale. Contro l'esito del Congresso la corrente di sinistra presentò un ricorso, respinto dall'Internazionale.

### A Mosca, in Svizzera e a Parigi
Il 10 febbraio 1926 Togliatti lasciò l'Italia, con la moglie e il figlio, per Mosca, essendo stato nominato capo-delegazione del Partito Comunista d'Italia per il VI Plenum dell'Internazionale Comunista: non immaginava che sarebbe rientrato in Italia solo diciassette anni dopo.
Nel precedente dicembre, nel partito russo era avvenuto uno scontro interno, tra i maggiori dirigenti: quasi emarginato Trotskij; Zinov'ev e Kamenev attaccarono Bucharin e Stalin, contestando loro l'impossibilità di costruire il socialismo nella sola Unione Sovietica; ma rimasero in minoranza.
L'Internazionale aveva concordato di non affrontare i problemi interni del partito russo, ma Bordiga aveva insistito e, dopo uno scontro con Stalin, nella seduta del Plenum criticò il predominio esercitato dal partito russo e la politica di bolscevizzazione dei partiti comunisti.
Nel suo discorso del 25 febbraio, Togliatti attaccò Bordiga, accusandolo di aver portato il partito italiano sull'orlo della distruzione, difese l'attuale politica del gruppo dirigente italiano, volta a individuare e approfondire gli eventuali contrasti del blocco reazionario al potere in Italia, manifestò dubbi sulle possibilità - avanzate dalla relazione di Zinov'ev - di svolte rivoluzionarie in Europa.
Togliatti, al termine del Plenum, venne eletto all'Esecutivo dell'Internazionale con Stalin, Zinov'ev, Bucharin, Trotskij, Thälmann, Kuusinen, Manuil'skij e altri.

#### La lettera di Gramsci
Dall'estate del 1926 Trockij, Zinov'ev, Kamenev, Radek, Antonov-Ovseenko e altri dirigenti bolscevichi tentarono un'ultima opposizione contro la maggioranza capeggiata da Stalin, vista come una pericolosa autocrazia, costituendosi apertamente in frazione comunista di sinistra; conducendo un'agitazione tra gli stessi operai, criticarono il burocratismo e la mancanza di democrazia interna nel partito, la persistenza di gravi sperequazioni sociali a favore dei contadini proprietari, avvantaggiati dalla NEP, a danno degli operai, la rinuncia a una politica rivoluzionaria all'esterno (ne era un esempio la recente collaborazione con le laburiste Trade Unions in Inghilterra), l'intenzione di costruire il socialismo nella sola Russia, da loro giudicata fonte di degenerazione di tutto il processo rivoluzionario.

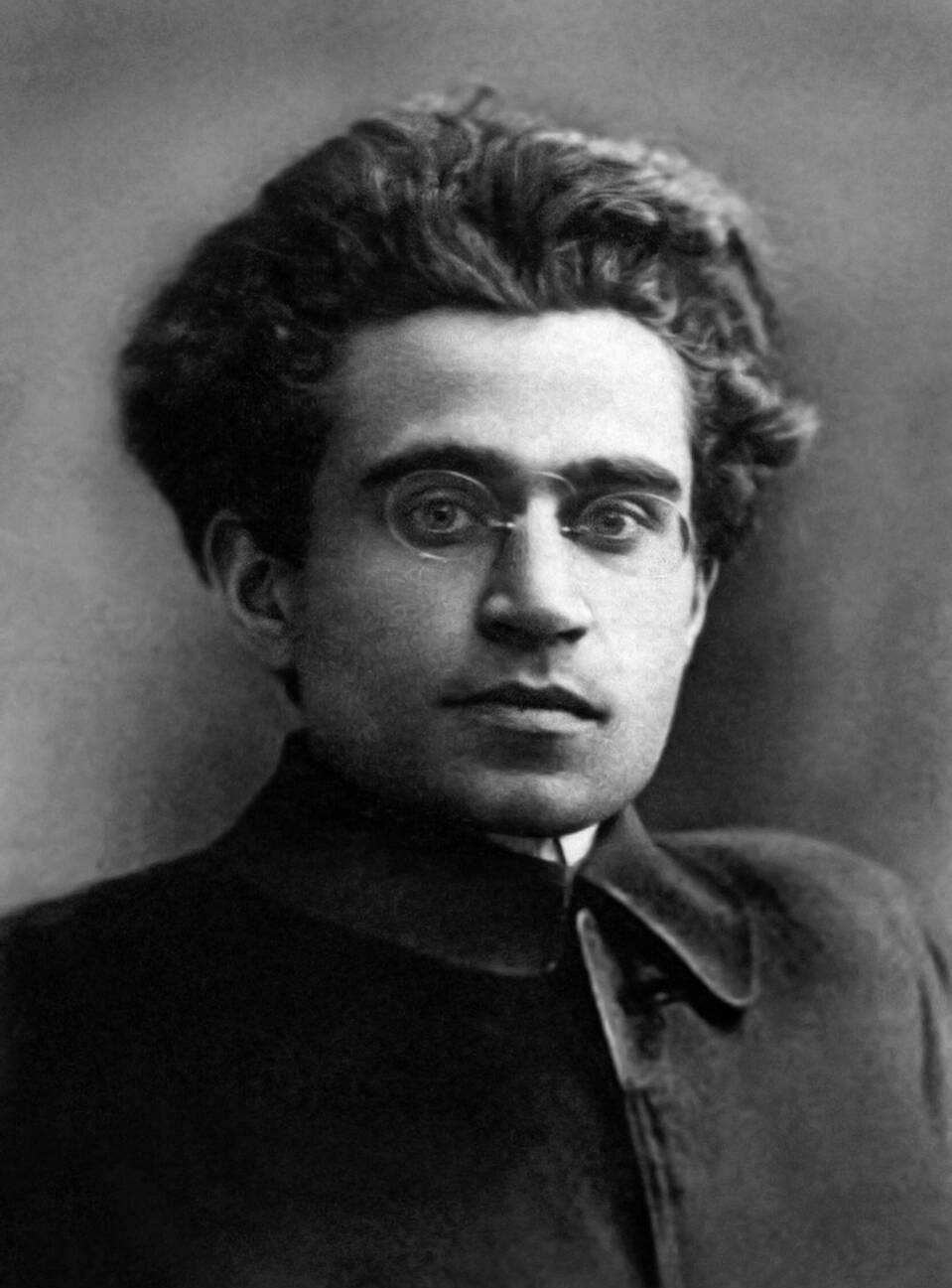
Antonio Gramsci

Il dibattito nel Comitato Centrale russo portò alla riaffermazione della politica seguita da Stalin, alla condanna della frazione trotskista, all'esclusione di Zinov'ev dall'Ufficio politico.
L'eco del conflitto tra i maggiori dirigenti comunisti russi giunse anche in Italia, dibattuto dagli stessi giornali i quali, elogiando la «prudenza» di Stalin, videro nella sua politica la fine della rivoluzione comunista e la sua trasformazione in rivoluzione borghese, insieme con lo sviluppo di un capitalismo di Stato.
Gramsci, dalle colonne de L'Unità, difese la politica economica seguita in URSS che, se pur creava privilegi tra le classi, era necessaria alla creazione di quell'accumulazione primitiva che doveva essere la premessa dell'industrializzazione del Paese; a nome del partito, Gramsci scrisse - probabilmente il 14 ottobre - anche una lettera indirizzata al Comitato Centrale del partito sovietico; lamentava il pericoloso scontro politico in corso, che rischiava di produrre una scissione nel gruppo dirigente leninista, dagli effetti gravi e imprevedibili; elogiava i meriti rivoluzionari di Zinov'ev, Trockij e Kamenev, ma appoggiava la linea politica della maggioranza, che però invitava, nel condurre la sua lotta, a non oltrepassare «certi limiti che sono superiori a tutte le democrazie formali»; indicava anche «il rischio di annullare la funzione dirigente che il Partito comunista dell'URSS aveva conquistato per impulso di Lenin».
La lettera giunse a Mosca il 16 ottobre, quando l'opposizione aveva dichiarato di rinunciare a ogni attività frazionistica, anche se il 18 ottobre la pubblicazione sul New York Times del cosiddetto Testamento di Lenin (contenente serie critiche a Stalin), provocò, a partire dal 23 ottobre, un nuovo durissimo scontro nel partito sovietico.
Nel frattempo Togliatti, d'accordo con Bucharin e Manuil'skij, decise di non inoltrare la lettera al Comitato Centrale, spiegando i motivi all'Ufficio politico del partito italiano e, più diffusamente, in una lettera a Gramsci del 18 ottobre, in cui affermava che «quando si è d'accordo con la linea del CC, il miglior modo di contribuire a superare la crisi è di esprimere la propria adesione a questa linea»; ricordava che «probabilmente d'ora in poi l'unità della vecchia guardia leninista non sarà più o sarà assai difficilmente realizzata in modo continuo», ma che «non è tanto l'unità del gruppo dirigente (che poi non è mai stata così assoluta) che ha fatto del partito russo l'organizzatore e il propulsore del movimento rivoluzionario mondiale del dopoguerra, quanto il fatto che il partito russo ha portato la classe operaia a conquistare il potere»; la lettera di Gramsci, nel giudizio di Togliatti, avrebbe fornito argomenti e giustificazioni alla polemica della sinistra.
L'Ufficio politico del partito italiano accettò la decisione di Togliatti, ma Gramsci, risentito, replicò, con una lettera personale a Togliatti, il 26 ottobre, accusandolo di «burocratismo» e dispiacendosi «sinceramente che la nostra lettera non sia stata capita da te [...] la nostra lettera era tutta una requisitoria contro le opposizioni».
L'arresto di Gramsci, avvenuto l'8 novembre e la sua successiva detenzione, prolungatasi tutta la vita, posero forzosamente fine alla discussione.

### Alla guida del Partito Comunista
Dopo l'attentato di Bologna del 31 ottobre 1926, Mussolini decise di eliminare le ultime parvenze di democrazia e la sera dell'8 novembre, in violazione dell'immunità parlamentare, furono arrestati tutti i deputati comunisti, tranne Grieco, Bendini e Gennari, che sfuggirono alla cattura; la repressione poliziesca, estesa alle altre forze di opposizione, proseguì per due giorni, facendo un migliaio di arresti, accompagnata dalle violenze delle squadre fasciste, che provocarono una dozzina di morti.

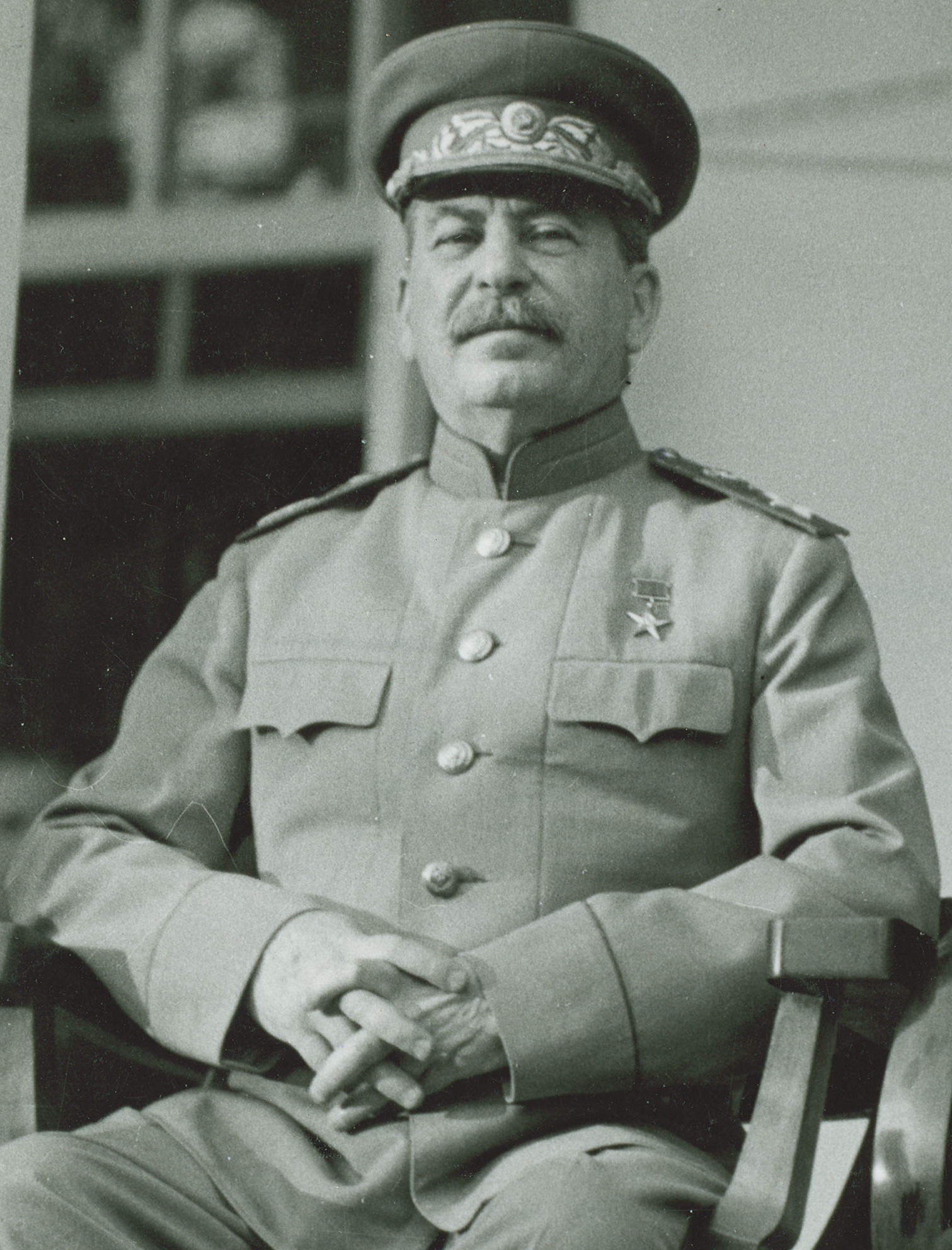
Iosif Stalin

L'organizzazione del partito fu sconvolta, tutti i suoi militanti entrarono in clandestinità: Camilla Ravera dirigeva il Centro interno clandestino del partito, operante a Genova; a Mosca si decise la costituzione di un Centro estero a Parigi (dove si sarebbe stampata la rivista teorica «lo Stato Operaio»), guidato da Togliatti; a Luigi Longo veniva affidata la Federazione giovanile.
Formalmente Gramsci rimaneva il segretario ma, di fatto, la guida del partito veniva affidata a Togliatti, che rimaneva membro dell'Esecutivo del Comintern: come ricordò, in seguito, Ignazio Silone, «la successione di Togliatti a Gramsci è naturale, la sua preminenza è un dato di fatto [...] nessuno poteva stargli alla pari. Aveva un suo modo di ascoltare a lungo, ma quando prendeva la parola era come se leggesse, veniva fuori la lunga riflessione, sapeva collegare fatti apparentemente secondari, a cui nessuno di noi aveva pensato».
Togliatti e Silone dovettero recarsi nel maggio 1927 a Mosca, dove era convocato l'VIII Plenum dell'Internazionale: la svolta a destra del Comintern, rappresentata dalla politica del fronte unico con le socialdemocrazie, non aveva dato alcun frutto, la frazione di Trockij aveva buoni motivi per alimentare la polemica anti-staliniana, specie dopo l'esito disastroso dell'alleanza dei comunisti cinesi con il Kuomintang, voluta da Stalin, lo scioglimento dell'accordo sindacale tra sindacati comunisti e Trade Unions in Gran Bretagna, Stato che aveva rotto le relazioni diplomatiche con l'URSS 27 maggio 1927 e dove una parte dei conservatori, guidati da Churchill, voleva giungere alla guerra.
La maggioranza dell'Esecutivo aveva preparato una risoluzione di condanna di Trockij, sulla base di un documento di quest'ultimo, del quale non si dava conto; pretendeva che i delegati l'approvassero senza venirne a conoscenza. L'opposizione italiana, alla quale si unirono i rappresentanti francesi e svizzeri, fece ritirare la risoluzione.
Pur opponendosi a sanzioni contro la frazione di Trockij, Togliatti ne rigettava la linea politica; quando Trockij e Zinov'ev, avendo manifestato pubblicamente il loro dissenso tra la popolazione, il 14 novembre vennero espulsi dal partito russo, come controrivoluzionari, Togliatti appoggiò la decisione, come inevitabile, scrivendo che essi, avendo negato la possibilità della costruzione del socialismo in Russia, si erano messi contro tutta la storia politica scaturita dalla Rivoluzione.
Il fallimento della strategia delle intese con le socialdemocrazie produsse una nuova svolta «a sinistra» dell'Internazionale, solo parzialmente accolta da Togliatti che, nel suo Rapporto sulla situazione internazionale tenuto nel gennaio 1928 alla II Conferenza organizzativa del PCI, qualificò la socialdemocrazia «un partito della borghesia il quale conserva una base tra gli operai, difende in seno alla classe operaia l'ideologia della borghesia e si sforza di arrestare gli sviluppi dell'ideologia rivoluzionaria», ma si oppose al fatto che la CGL, ricostituita illegalmente in Italia dai comunisti dopo il suo scioglimento decretato dai dirigenti riformisti, rompesse i legami con la Federazione sindacale internazionale di Amsterdam, controllata dai socialisti.

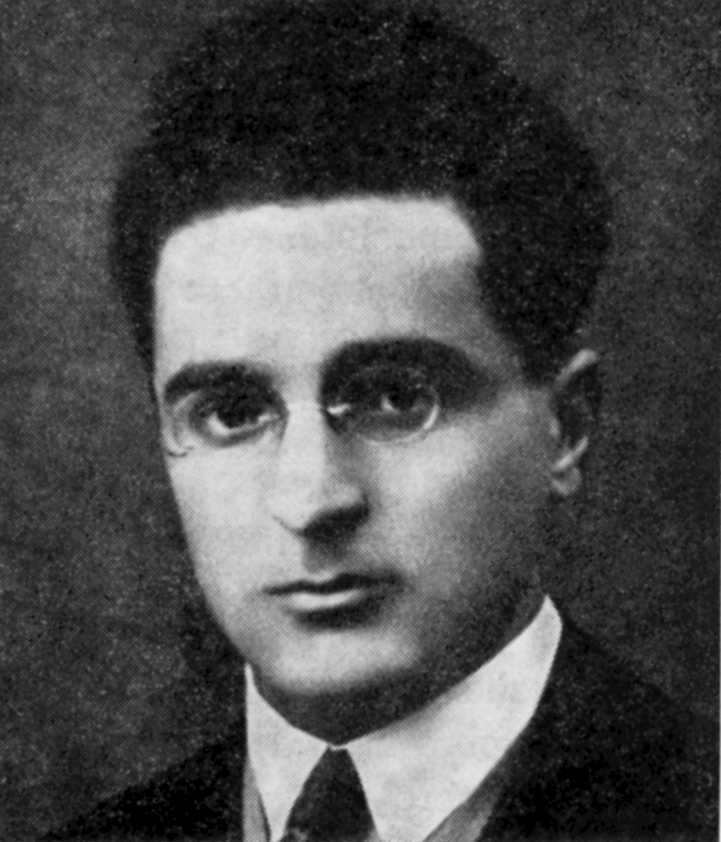
Gastone Sozzi

Rifiutata l'assunzione della direzione dell'Ufficio dell'Internazionale aperto a Berlino, Togliatti diresse il Centro estero del Partito, già costituito a Parigi e trasferito nel 1927 a Lugano, poi, nel 1928, a Basilea; contrastò l'insofferenza dei giovani comunisti - come Longo, Secchia, D'Onofrio -, che ritenevano che la lotta al fascismo, con la scomparsa delle altre opposizioni democratiche italiane, dovesse essere radicalizzata proponendo, contro il fascismo, l'obiettivo dell'immediato passaggio al socialismo.
Togliatti spiegava che per abbattere il fascismo con un'azione rivoluzionaria occorreva una saldatura tra operai e contadini, che nella situazione italiana non esisteva affatto e che, se non esistevano più organizzazioni antifasciste borghesi, continuava a esistere una piccola borghesia, che poteva essere conquistata all'antifascismo con una politica di rivendicazioni democratiche; di qui la necessità di indicare obiettivi politici intermedi, come il ripristino delle libertà civili soppresse dal fascismo: assumere queste iniziative non voleva dire rinunciare al socialismo, ma significava conquistare l'egemonia nella lotta antifascista.
Si preoccupò anche di rendere più "facili" gli articoli della rivista teorica «lo Stato Operaio», e curò l'istruzione teorica e pratica dei giovani militanti, da mandare in Italia per l'azione clandestina: uno di essi, Gastone Sozzi, che doveva costituire un nucleo comunista all'interno delle forze armate, venne subito arrestato a Milano nel novembre 1928 e morì in carcere a seguito delle torture subite.

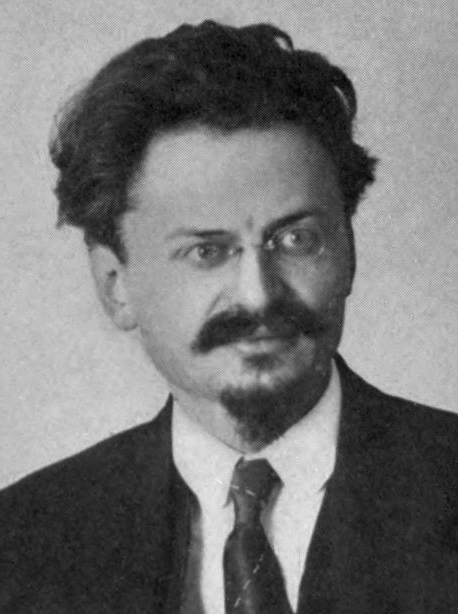
Lev Trockij

Il 17 luglio 1928 si aprì a Mosca il VI Congresso del Comintern, preceduto dalla consueta lotta interna fra i dirigenti del PCUS: ora i dissidenti comprendevano, oltre Kamenev e Zinov'ev, anche il "destro" Bucharin, che accusava Stalin di mettere a rischio la Rivoluzione e di essere «un intrigante senza principi, capace di tutto pur di conservare il potere».
Da parte sua, Stalin intendeva attuare una svolta a sinistra, per mettere in difficoltà la destra del partito sovietico; già indebolita la corrente di sinistra, avrebbe potuto assumere il ruolo di dominatore unico: il tema del Congresso divenne la lotta che i partiti comunisti avrebbero dovuto condurre contro la socialdemocrazia e le analogie esistenti tra questa e il fascismo.
Nel suo discorso, Togliatti rifiutò tale assimilazione: il fascismo è «come movimento di massa, un movimento di piccola e media borghesia, dominato dalla grande borghesia e dagli agrari, che non ha basi in un'organizzazione tradizionale della classe operaia», mentre la socialdemocrazia «è un movimento che ha una base operaia e piccolo-borghese e trae la sua forza principalmente da un'organizzazione che è riconosciuta da grandi masse operaie come l'organizzazione tradizionale della loro classe»; ciò non toglie che la socialdemocrazia possa attuare metodi fascisti - come era avvenuto in Germania - e perseguire una cosciente politica imperialistica, come dimostrava il recente Congresso socialista di Bruxelles che, favorevole al «buon colonialismo», visto come presunta fonte di progresso per i paesi sfruttati, dava una copertura ideologica all'imperialismo.
Togliatti attaccò anche il sistema in vigore in altri partiti comunisti, nei quali il dibattito politico si svolgeva spesso in oscure lotte intestine e le discussioni si concludevano con condanne, misure disciplinari ed espulsioni: un sano centro dirigente, sostenne, si forma attraverso il dibattito aperto e il lavoro comune, non con il metodo della «lotta senza princìpi e dei compromessi tra gruppi diversi [...] non possiamo chiudere gli occhi sul fatto che fenomeni simili si presentano oggi».
Ma la lotta interna al PCUS continuava: in settembre Bucharin criticò, nelle sue Note di un economista, l'accelerazione dell'industrializzazione, voluta dalla maggioranza staliniana, che comprometteva, a suo dire, il necessario equilibrio tra industria ed economia; lo scontro proseguì in dicembre, in seno all'Internazionale, dove il delegato italiano Tasca difese apertamente Bucharin, arrivando a una violenta polemica con Stalin, malgrado le raccomandazioni di Togliatti di «non lasciarsi trascinare, in alcun modo, sopra il terreno ardente e malsicuro della lotta di un gruppo contro l'altro».
Nelle riunioni del Comitato Centrale del PCI, che si tennero dal 23 febbraio al 2 marzo 1929 a Parigi, a motivo dell'espulsione dei comunisti italiani decretata dalle autorità svizzere, Tasca condusse una critica a fondo dei dirigenti russi, della loro politica interna ed estera, e della funzione dell'Internazionale, senza indicare «alcun tipo di prospettiva alternativa» per il partito italiano; le posizioni di Tasca furono considerate «opportunistiche», ma le sue dimissioni dall'Ufficio politico furono respinte.
I riflessi della lotta intestina nell'Internazionale portarono, nel marzo 1930, all'espulsione di Bordiga dal P.C.d'I., evento in cui Togliatti ebbe un ruolo di primo piano.

### Gli anni trenta e la guerra civile spagnola
Dal 1934 Togliatti si stabilì definitivamente a Mosca dove, ospitato con moglie e figlio in un palazzo governativo - la Lubjanka - insieme ad altri fuoriusciti, riuscì in breve tempo a distinguersi per capacità organizzative e fedeltà al partito.
Altri comunisti italiani stabilitisi a Mosca dopo il 1926 conobbero una situazione particolarmente difficile; su segnalazione dei propri dirigenti vennero inviati nei gulag o alla immediata fucilazione, in quanto considerati inaffidabili.
Nel 1935 (anno delle prime purghe staliniane) divenne uno dei massimi dirigenti dell'Internazionale Comunista; nel 1936 venne inviato come massimo rappresentate dell'Internazionale in Spagna, allo scoppio della guerra civile spagnola. Vi rimase sino al 1939, coordinando la lotta contro franchismo e contro altri partiti anti-fascisti ma non stalinisti, che furono oggetto di arresti e uccisioni (vedasi tra gli altri Omaggio alla Catalogna di George Orwell).
Nel 1936 Palmiro Togliatti, insieme ad altri sessanta esponenti del PCI, nel celebre appello ai fratelli in Camicia nera si rivolse al "fascismo della prima ora".:
(Togliatti, Stato Operaio)
Nel 1939 scappò dalla Spagna e si rifugiò nuovamente in Unione Sovietica.

### Il ritorno in Italia
(Palmiro Togliatti, Discorso di Napoli dell'11 aprile 1944)
Togliatti rientrò in Italia dall'Unione Sovietica, dopo lo sbarco degli Alleati in Sicilia e l'armistizio di Cassibile, ricomparendo a Napoli ancora sotto il falso nome di "compagno Ercoli". Immediatamente attuò quella che rimase famosa come la "svolta di Salerno", con la quale il PCI antepose la lotta antifascista alla deposizione della monarchia, entrando con gli altri partiti del Comitato di Liberazione Nazionale nel secondo governo guidato da Pietro Badoglio.
Pare assodato che la svolta fosse stata presa in accordo coi voleri di Stalin, così come risultò in seguito dall'analisi degli archivi di Mosca.

Dopo la liberazione di Roma (giugno 1944) Togliatti è ministro senza portafoglio del governo presieduto dal socialista riformista Ivanoe Bonomi. Nel terzo governo Bonomi è invece vicepresidente del Consiglio; in quello successivo, presieduto da Ferruccio Parri (21 giugno 1945), è ministro di Grazia e Giustizia, così come lo sarà nel primo governo guidato da Alcide De Gasperi (10 dicembre 1945).

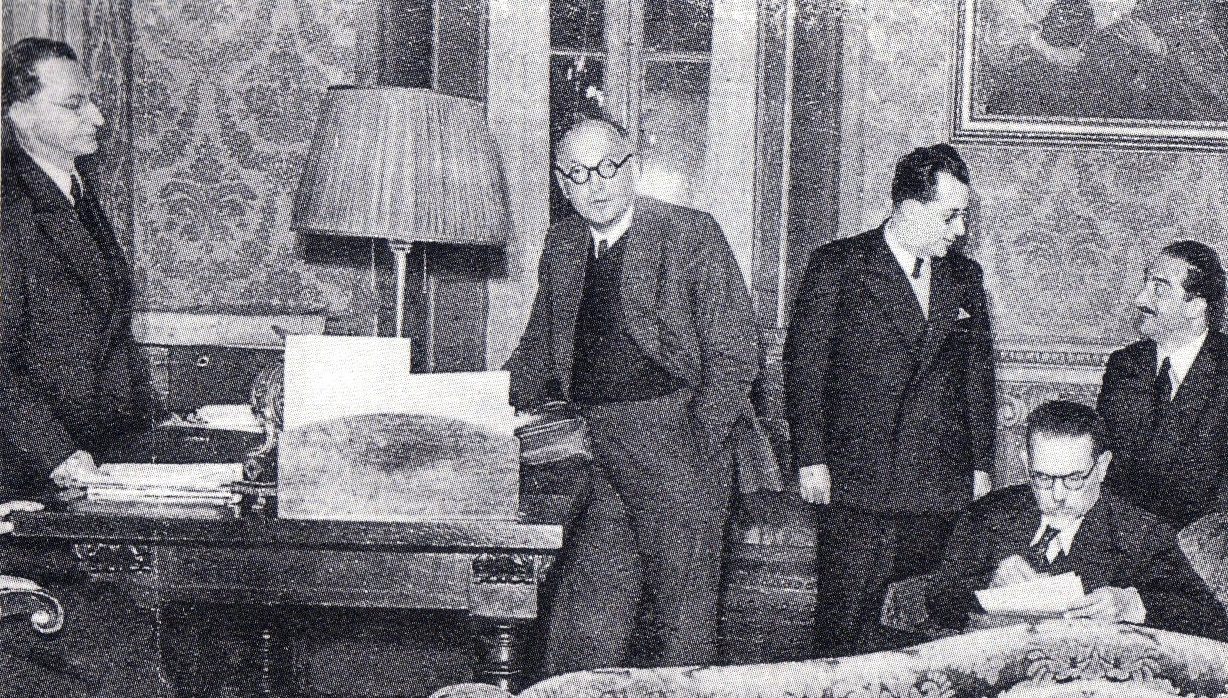
Riunione del primo governo De Gasperi con il presidente Alcide De Gasperi (DC), Pietro Nenni (PSIUP), Palmiro Togliatti (PCI), Leone Cattani (PLI) ed Emilio Lussu (PdA).

Fu Togliatti, a seguito di una decisione collegiale del governo italiano presa in nome della riconciliazione tra italiani, a proporre l'amnistia per tutti coloro che dopo l'8 settembre si erano macchiati di reati politici (la cosiddetta "amnistia Togliatti"). La linea politica seguita dal PCI risultò piuttosto anomala, favorevole ai Patti Lateranensi ma al tempo stesso cedevole verso le richieste territoriali della Jugoslavia e tollerante verso i gruppi armati organizzati dal numero due del partito, Pietro Secchia. Dopo la costituzione del Cominform nel 1947, i comunisti sostennero il colpo di Stato comunista in Cecoslovacchia e la formazione del governo totalitario.
Nel secondo governo De Gasperi, 1946, Togliatti non ricoprì più alcun incarico, pur restando il PCI sostenitore del governo con tre ministri. L'anno seguente, a seguito della crisi di maggio e la nascita del terzo governo De Gasperi, il Partito Comunista fu escluso da ogni carica. Togliatti, nell'immediato dopoguerra, fu eletto all'Assemblea Costituente e successivamente a deputato fin dalla prima legislatura.
Nel dopoguerra Togliatti dimostrò di preferire l'impegno politico nell'Italia democratica al ritorno a tempo pieno nell'URSS stalinista, che pure in pubblico difendeva senza esitazioni: nel 1951 rifiutò personalmente l'offerta di Stalin di assumere la guida del Cominform; Nilde Iotti riferì che, dopo un incontro caratterizzato da freddezza e irritazione del politico georgiano nei confronti dell'italiano, Togliatti lasciò definitivamente Mosca e "arrivando a Vienna, di ritorno dall'Unione Sovietica, si lasciò andare: «Finalmente liberi!»".

### Le elezioni del 1948 e l'attentato

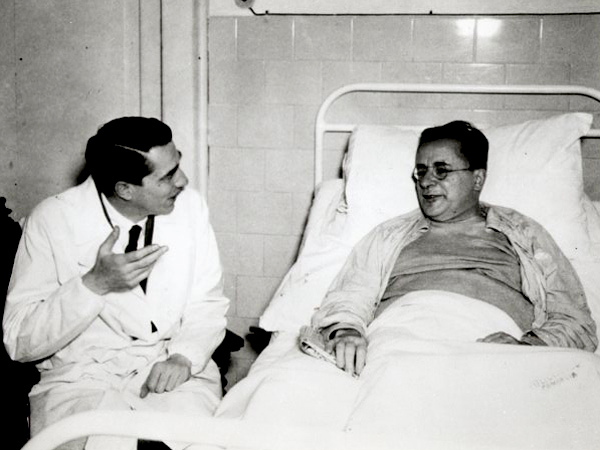
Togliatti in ospedale con il chirurgo Valdoni

Il 18 aprile 1948, le prime elezioni politiche della storia della Repubblica sancirono la vittoria della Democrazia Cristiana e dei suoi alleati e la sconfitta del fronte delle sinistre (Partito Comunista e Partito Socialista), dopo una campagna elettorale molto combattuta. Alle 11:30 del 14 luglio 1948 Togliatti subì un attentato: fu colpito da tre colpi di pistola sparati a distanza ravvicinata mentre usciva da Montecitorio in compagnia di Nilde Iotti (giovane iscritta del PCI eletta alla Costituente, con la quale aveva intrecciato una relazione nel 1946, quando la Iotti aveva 26 anni). L'autore dell'attentato era Antonio Pallante, un giovane esaltato, studente di giurisprudenza, fortemente anticomunista e simpatizzante del Fronte dell'Uomo Qualunque, spaventato dagli effetti che la politica filo-sovietica del "Migliore" (come ormai Togliatti iniziava a esser soprannominato ironicamente dai suoi avversari) avrebbe potuto avere sul Paese.
I proiettili di tipo scadente e con capacità limitata di penetrazione (a ciò si deve la sopravvivenza di Togliatti), sparati da una vecchia pistola calibro 38 (ancora in buono stato, a differenza di quanto detto da molti storici che ne parlarono come di un ferrovecchio), secondo i resoconti colpirono il leader del PCI alla nuca e alla schiena, mentre una terza pallottola, si disse all'epoca, sfiorò la testa del politico; in realtà, come risulta dalla perizia balistica e medica resa nota dopo 60 anni, nel 2008, un proiettile colpì Togliatti alla nuca, ma non sfondò la calotta cranica, schiacciandosi sull'apofisi occipitale e rimbalzando sul selciato, poiché non era incamiciato con l'usuale lega di rame e zinco e perché in esso non era presente antimonio, utilizzato per indurire il piombo. In tal caso il proiettile avrebbe potuto ferire mortalmente Togliatti. Gli altri due colpi esplosi da Pallante invece non furono letali poiché colpirono l'emitorace sinistro, scheggiando una costola del leader comunista e provocando lacerazioni nei polmoni, guaribili in un paio di mesi; il pericolo per il capo del PCI fu il possibile dissanguamento, nei minuti successivi. Ricoverato d'urgenza, Togliatti fu operato con successo dal chirurgo Pietro Valdoni. Pallante fu arrestato subito dai carabinieri di Montecitorio, ai quali non oppose resistenza, e condannato poi a 13 anni e 8 mesi di reclusione, poi ridotti a 10 anni e 8 mesi e infine amnistiati per la metà (uscì nel 1953 dopo cinque anni di reclusione).
Poche ore dopo il ferimento si verificarono incidenti in diverse località fra le quali Roma, La Spezia, Abbadia San Salvatore; nel corso di violentissime manifestazioni di protesta si registrarono alcuni morti a Napoli, Genova, Livorno e Taranto. Genova reagì con forse maggiore tempestività e impegno, sia per la forte presenza comunista fra la sua popolazione, sia perché a molti non era sfuggito il ricordo sentimentale di un Togliatti genovese (anche se emigrato subito dopo la nascita in Sardegna e poi vissuto a Torino e in gran parte in Russia).
Gli operai della FIAT di Torino sequestrarono nel suo ufficio l'amministratore delegato Vittorio Valletta. Buona parte dei telefoni pubblici smisero di funzionare e si bloccò la circolazione ferroviaria. Il democristiano Mario Scelba, ministro dell'interno, impartì disposizioni ai prefetti per vietare ogni forma di manifestazione, e l'intero paese sembrò sull'orlo della guerra civile. Gli accordi di Yalta e la presenza di truppe statunitensi sul territorio italiano sconsigliavano un'insurrezione armata. Nelle ore in cui si attendeva l'esito dell'intervento chirurgico, si diffusero le più diverse voci sullo stato di salute di Togliatti: circolò anche la notizia della morte del segretario comunista, e si disse che Togliatti era rimasto vittima della "reazione fascista" come Giacomo Matteotti nel 1924.
Il clima politico del paese era caldissimo: soltanto due mesi prima si era consumata la sconfitta del Fronte. Il bilancio, nella sola giornata del 14 luglio, fu di 14 morti e centinaia di feriti. Negli scontri perirono dieci manifestanti e quattro agenti di Pubblica Sicurezza. Nei due giorni successivi all'attentato, si contarono altri 16 morti e circa 600 feriti. Il Paese tornò lentamente alla normalità. L'operazione, infatti, riuscì a salvare Togliatti. Fu proprio il dirigente del Partito Comunista Italiano a imporre ai membri più importanti della direzione del PCI, Secchia e Longo, di sedare gli animi e fermare la rivolta. Secondo alcuni, se Togliatti fosse morto si sarebbe rischiata una nuova guerra civile, come quella greca (dove i comunisti uscirono sconfitti).
La possibile insurrezione di massa dei militanti comunisti si arrestò davanti all'ordine di Togliatti di "stare calmi" e di "non fare pazzie". A detta di alcuni giornali si ritenne che avesse contribuito a moderare gli animi anche l'inaspettata vittoria di Gino Bartali al Tour de France. Intervistato anni dopo da "Epoca", in realtà Bartali smentì decisamente la connessione tra i due eventi, rammentando di essere stato raggiunto da una comunicazione telefonica del Presidente del Consiglio, De Gasperi, il quale aveva voluto molto più modestamente sincerarsi se il corridore sarebbe stato in grado di aggiudicarsi la tappa dell'indomani (15 luglio 1948).

### Dopo la sconfitta del Fronte

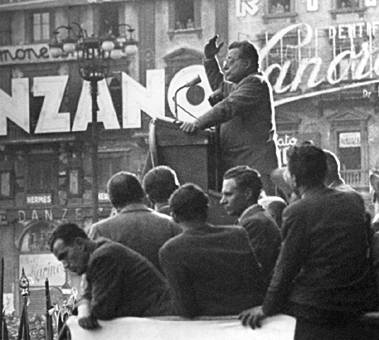
Togliatti a comizio

Sotto la sua segreteria, il PCI divenne il più grande partito comunista europeo tra quelli non al potere, il più importante politicamente del mondo occidentale anche se non raggiunse mai un consenso elettorale tale da conquistare il primato tra le forze politiche nazionali. Ideologicamente, la sua posizione fu di rigetto della via socialdemocratica di miglioramento della società capitalistica: reagì per esempio con durezza alle affermazioni di Piero Calamandrei, il quale nel 1952, su un numero della rivista Il Ponte dedicato ai successi della politica dei laburisti, spiegava come essi fossero riusciti a cambiare la società inglese. Togliatti rispondeva che 
()
La sua azione, decisiva per il radicamento del PCI nella società italiana ma altrettanto risoluta nel difendere l'URSS a ogni costo, divenne più autonoma dopo la morte di Stalin nel 1953. 
Alle elezioni di quell'anno il PCI ottenne il 22,6% dei voti sull'onda della battaglia campale contro la legge elettorale maggioritaria promulgata poco prima e battezzata per l'occasione, "legge truffa".
Allo scoppio della rivoluzione ungherese (ottobre 1956), Togliatti tenne a bada il dissenso ed emarginò gli stalinisti più irriducibili, incalzando al tempo stesso i dirigenti del PCUS affinché schiacciassero il "fascismo" che secondo lui era risorto in terra ungherese. In quell'occasione, Togliatti, convinto che fosse in corso una "reazione fascista-clericale" in Ungheria, votò a favore della decisione presa dal regime fantoccio di Budapest, sottoposta alla consultazione dei principali partiti comunisti al potere, di mettere a morte Imre Nagy, il comunista che aveva guidato la rivoluzione dell'anno prima e il cui carattere democratico e pluralista nessuno studioso mette in dubbio.

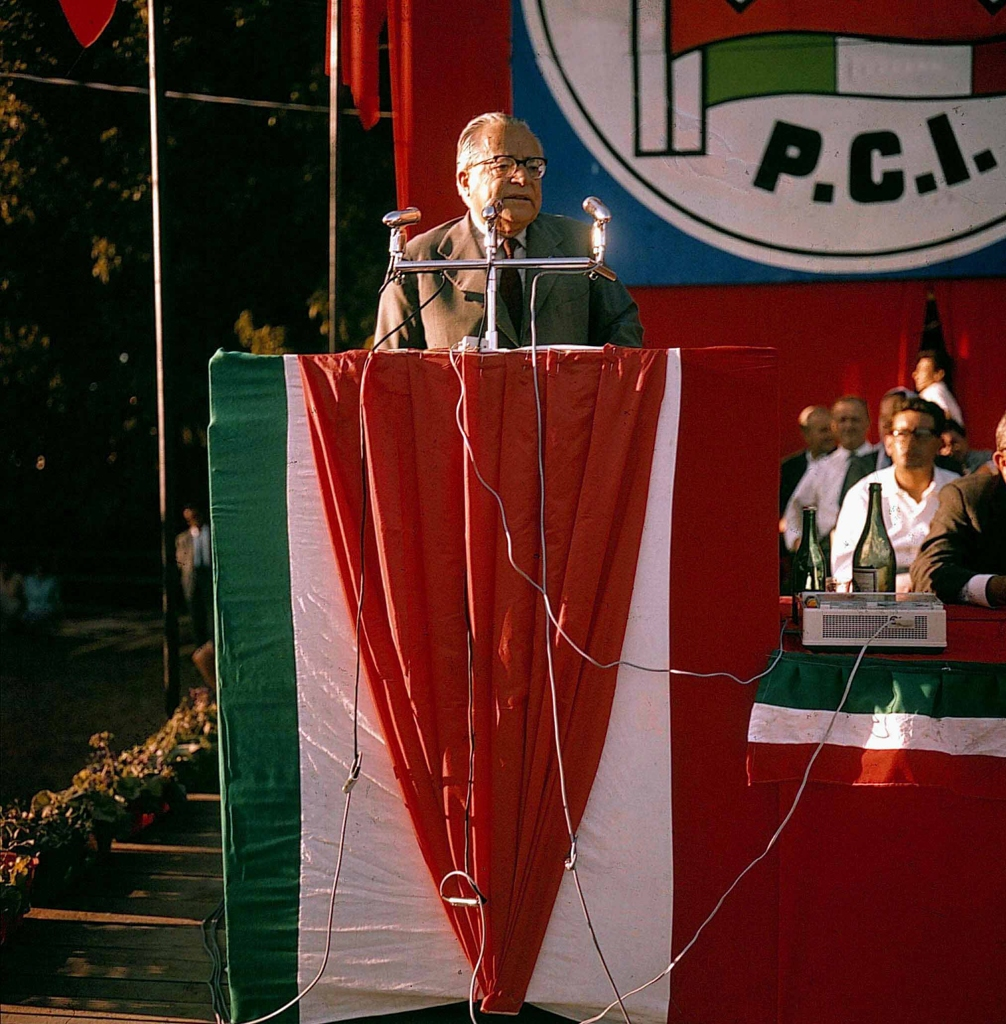
Togliatti in una rara immagine a colori

Al contempo, l'azione di rinnovamento svolta da Togliatti in Italia dal marzo 1956 in avanti prese le mosse dal XX Congresso del PCUS e dalle riforme avviate da Chruščëv, di cui Togliatti dichiarò ripetutamente di condividere l'impostazione, critica nei confronti di Stalin:
(Togliatti sul "rapporto Kruscev")

### La "via italiana al socialismo"
(Palmiro Togliatti)
Togliatti lanciò quindi la "via italiana al socialismo", che consisteva in una presenza convinta nelle istituzioni rappresentative, abbandonando ogni scorciatoia rivoluzionaria, e al tempo stesso mirava ad accompagnare l'azione istituzionale con l'estensione delle lotte sociali e sindacali. La proposta togliattiana, già elaborata dal 1943 in poi, prevedeva una lunga marcia nelle istituzioni parlamentari per trasformarle progressivamente in senso socialista, accettando però i principi costituzionali votati anche dai comunisti e conquistando pacificamente il consenso degli elettori. Si trattava di una profonda modifica del leninismo, affine al revisionismo del marxismo, che suscitò molte resistenze nei paesi socialisti e anche in URSS.

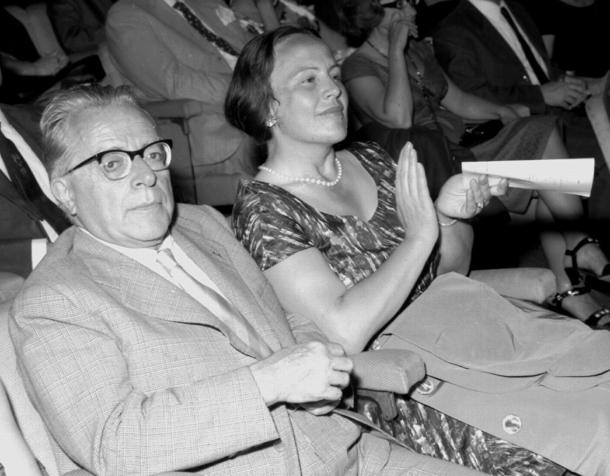
Togliatti e Nilde Iotti

Citando anche lo stesso Karl Marx, Togliatti cercò anche di persuadere i sovietici a adottare una visione più flessibile del leninismo, ma la sua proposta fu respinta alla Conferenza di Mosca del novembre-dicembre 1957.
Nel frattempo Togliatti ordinava l'estromissione dal partito delle componenti rivoluzionarie e oltranziste che non si adeguavano agli ordini della Direzione del partito, facenti capo alla figura di Pietro Secchia. Sempre nell'ottica di attuare un deciso repulisti del partito dagli elementi indesiderati, scomodi o ipercritici l'VIII congresso segna la liquidazione dell'ala "di destra" del partito, nelle persone di Fabrizio Onofri e Antonio Giolitti. Se l'eliminazione politica di Onofri è poca cosa, per Giolitti il "Migliore" deve attuare una tattica più cauta. Molti comunisti lasciarono il PCI per aderire al PSI (Loris Fortuna, lo stesso Giolitti).
Spalleggiato da Luigi Longo, Togliatti controbatte affannosamente alle richieste di effettiva libertà di opinione e discussione nel partito e alla solidarietà espressa nei confronti della rivolta popolare in Ungheria da parte di Giolitti. Quest'ultimo è costretto comunque a lasciare il partito non trovando eco alle sue parole nel blocco granitico del PCI, che perde così una personalità politica e un intellettuale di primissimo piano tra la generazione dei politici "nuovi". Segna inoltre l'incrinarsi di una lunghissima fase che aveva visto gli intellettuali e la cultura italiana identificarsi nel PCI, in una sua identificazione con le forze più dinamiche e innovative del Paese (ruolo guida che fu assunto di lì a poco dal centro-sinistra dei primi anni 1960).
Solo nei suoi ultimi anni Togliatti, coerentemente col suo percorso, espresse critiche anche severe all'esperienza sovietica sulla politica verso la Cina Popolare, accompagnata alla sua posizione favorevole alla fucilazione di Imre Nagy nel 1958 per esempio nel Memoriale di Yalta, uno scritto pubblicato dal partito poco dopo la morte di Togliatti che non contiene alcuna critica all'idea di dittatura del proletariato, e affermando così definitivamente il diritto all'autonomia da Mosca del comunismo italiano.

### La morte

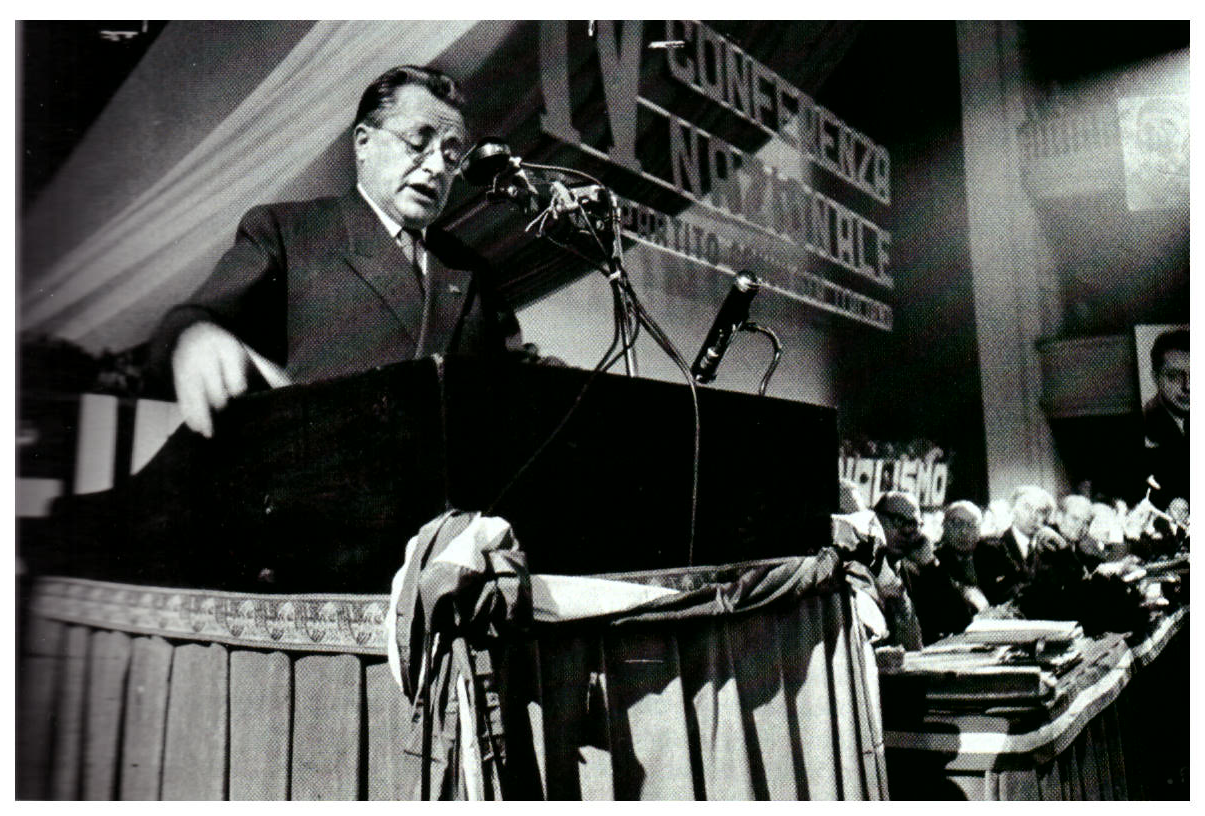
Palmiro Togliatti alla IV conferenza del Partito Comunista Italiano, 1956

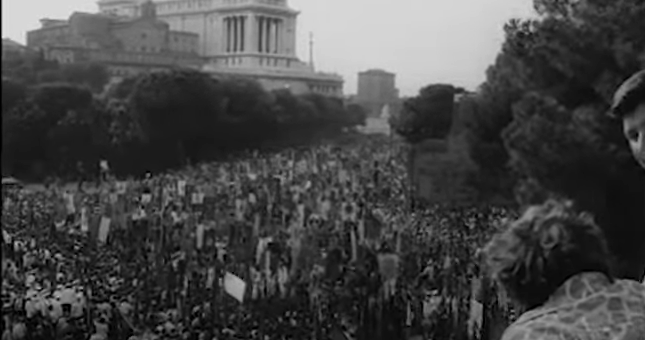
Folla al funerale di Palmiro Togliatti a Roma (1964)

Alle elezioni del 1963 il PCI ottenne il 25,3% dei voti in entrambe le Camere, fallendo tuttavia l'assalto alla maggioranza relativa.
Togliatti, che considerava l'allievo Enrico Berlinguer come il suo "delfino" (ossia il suo erede politico), nell'estate del 1964 si recò a Jalta, località della Crimea, in Unione Sovietica, sul mar Nero per trascorrere una breve vacanza con la compagna Nilde Iotti, subito dopo un viaggio a Mosca dove aveva discusso con Brežnev (allora numero due del Cremlino, ma che stava per deporre Chruščёv, che Togliatti cercava inutilmente, in quei giorni, di incontrare personalmente) circa l'opportunità di una conferenza internazionale comunista per ricucire i rapporti con la Cina di Mao Zedong, deteriorati da Chruščёv. Mentre si trovava nella cittadina sovietica, Togliatti venne colpito da un grave ictus e da una successiva emorragia cerebrale, non riprendendo più conoscenza: morì alcuni giorni dopo nello stesso luogo, all'età di 71 anni.
Il 25 agosto 1964, a Roma, si tennero i funerali, con una presenza stimata di un milione di persone.
In suo onore, la città russa di Stavropol-sul-Volga venne, su ordine del Comitato Centrale sovietico, rinominata Togliatti. Togliatti è sepolto nel cimitero del Verano, a Roma, accanto ad altri dirigenti del PCI e dove venne tumulata anche Nilde Iotti, morta nel 1999.
Al posto vacante lasciato in Parlamento viene insediato Angelo La Bella, primo dei non eletti del partito, il 3 settembre dello stesso anno.

## I rapporti Cina-URSS
Le ricerche condotte sugli archivi del PCI dimostrano che Togliatti stava da alcuni mesi combattendo coi sovietici per impedire la conferenza internazionale che avrebbe dovuto condannare la Cina. Togliatti temeva fortemente la rottura del movimento comunista in due tronconi e fece di tutto per ottenere la cancellazione della conferenza. La documentazione e le testimonianze di Nilde Iotti e di Boffa, il corrispondente de L'Unità a Mosca, sono concordi nel dire che Togliatti polemizzò con Brežnev e Boris Ponomarëv, che invece volevano la condanna dei cinesi. Il Memoriale di Yalta, il documento che Togliatti aveva appena finito di scrivere quando fu colto dall'emorragia cerebrale, criticava la politica estera sovietica e il modo di impostare i rapporti coi cinesi, ma al tempo stesso ribadiva la fede del PCI nel socialismo.

## Aspetti controversi

### L'Unione Sovietica e il PCUS

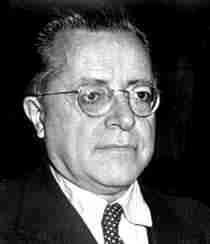
Palmiro Togliatti

Togliatti insieme ad altri dirigenti comunisti italiani fu responsabile della delazione ai danni di vari comunisti non allineati allo stalinismo, tra cui Rodolfo Bernetich, Renato Cerquetti, Luigi Calligaris, Otello Gaggi e Emilio Guarnaschelli. Le vittime delle delazioni di Togliatti e degli altri dirigenti stalinisti furono condannate a morte o a dure pene detentive durante le purghe di Stalin.

Alla morte di Stalin, Togliatti lo commemorò alla Camera dei deputati il 6 marzo 1953 affermando che: 
(Camera dei deputati, Discussioni in Assemblea (resoconti stenografici), Seduta di Venerdì 6 marzo 1953, p. 46858.)
 per poi adeguarsi alle conclusioni del XX Congresso del PCUS che sancì la destalinizzazione.

### Le rivolte di Poznan e di Budapest
Nel corso del 1956, dopo il XX Congresso del PCUS, Togliatti criticò il modo in cui Chruščёv condusse la critica al "culto della personalità" di Stalin. In un'intervista sulla rivista Nuovi argomenti propose in modo molto cauto e per certi versi ambiguo una revisione più profonda della storia dell'URSS, secondo cui andavano cercate nel PCUS degli anni venti le radici di squilibri manifestatisi con la pianificazione guidata da Stalin. Al tempo stesso rimase nell'alveo dei fedeli di Mosca e condannò la rivolta di Poznań e quella di Budapest nel 1956, ritenendole pericolose per la stabilità e le prospettive del socialismo. Vide però negli errori dei partiti al potere le cause delle rivolte, criticando la tesi secondo cui esse avessero matrici "esterne" al socialismo.
A partire dalla sollecitazione lanciata nell'ottobre 1986 dallo storico magiaro-francese François Fejto, sono stati trovati i documenti inediti che comprovano al di là di ogni ragionevole dubbio l'accusa che egli abbia sollecitato l'intervento armato sovietico contro la rivoluzione ungherese. Inoltre nel 1957 alla prima Conferenza mondiale dei partiti comunisti tenuta a Mosca egli votò, insieme agli altri leader comunisti a favore della condanna a morte dell'ex Presidente del Consiglio ungherese Imre Nagy e del generale Pal Maleter, ministro della Difesa, arrestati con due diverse imboscate l'anno prima dalle truppe sovietiche d'occupazione, rispettivamente il 3-11 nel quartier generale sovietico di Tokol e il 22-11 appena uscito dall'ambasciata jugoslava con il salvacondotto del governo Kádár, con l'accusa di aver aperto «la strada alla controrivoluzione fascista». Un comunista insospettabile come Pietro Ingrao ha testimoniato la soddisfazione di Togliatti per l'avvenuta invasione della ribelle Ungheria: a un addolorato Ingrao, che gli confidava di non dormire la notte per le vicende ungheresi, il segretario confidò invece di "aver bevuto un bicchiere di vino rosso in più" quella sera del 4 novembre 1956.

### La lettera sui prigionieri dell'ARMIR
Nel febbraio 1992, durante la campagna elettorale per le imminenti elezioni politiche, lo storico Franco Andreucci pubblicò una versione incompleta e manipolata sul settimanale Panorama, lo stralcio di una lettera olografa di Togliatti (alias “Ercoli” cittadino sovietico dal 1930, membro della Commissione militare del comitato esecutivo del Comintern) proveniente dagli archivi di Mosca, corrispondenza inviata da Ufa il 15 febbraio 1943 e scritta in risposta a una missiva del dirigente comunista Vincenzo Bianco che chiedeva d'intercedere presso le autorità sovietiche per evitare la morte dei prigionieri italiani dell'ARMIR in Russia.
Ma la manipolazione della lettera riportata sul settimanale di alcune parole e frasi del testo, fu scoperta dieci giorni dopo: Andreucci aveva corretto una fotocopia venuta male e in parte incompleta fornitagli dallo storico Friedrich Firsov, dettandola via telefono al direttore di Panorama dalla casa del giornalista Francesco Bigazzi, corrispondente a Mosca per il quotidiano il Giorno, in conseguenza di ciò si dovette dimettere dall'incarico di consulente rivestito presso la casa editrice «Il Ponte alle Grazie» che, a causa della perdita di credibilità subita, in breve subì un crollo di vendite e fu assorbita nel 1993 dalle «Edizioni Salani». Il risultato politico dell'operazione era comunque in parte raggiunto: l'attacco a Togliatti, oltre a influire sul risultato delle elezioni, servì anche a mettere fuori gioco Nilde Iotti da una possibile elezione alla Presidenza della Repubblica.

In un passo della lettera, che constava di numerose altre pagine (dove tra le altre cose si parlava anche della questione triestina), Togliatti aveva scritto: 
(Lettera originale a Vincenzo Bianco)
 
il passo in cui sosteneva che l'Italia, fatta consapevole della rovina rappresentata da una politica d'imperialismo guerresco, dovesse scegliere per l'avvenire una politica di pace e non di aggressione, diveniva nella manipolazione di Andreucci che non cambia il senso del discorso: 
(Modifica della lettera interpolata da Andreucci per l'articolo su Panorama)

dove il passo completamente inventato 
(Modifica della lettera interpolata da Andreucci per l'articolo su Panorama)
sopprimeva ogni riferimento alla politica imperialista fin lì seguita dall'Italia fascista per alludere a un generico e inevitabile destino di morte riservato agli Italiani.

Inoltre Togliatti aveva continuato a scrivere: 
(Lettera originale a Vincenzo Bianco)
alludendo a una colpevolezza intrinseca di tutto il popolo italiano e al possibile ruolo dei sopravvissuti come testimoni della disfatta dell'aggressione fascista all'URSS o come acquisiti alla militanza comunista.

Nella versione manipolata da Andreucci il passo diventava: 
(Modifica della lettera interpolata da Andreucci su Panorama)
dove si fa apparire che per Togliatti fosse un bene far morire, qualunque fosse il modo, i soldati spediti dal fascismo in Russia.
Altre parole della lettera erano equivocate, tra i quali un «vecchio Hegel»
divenuto un grottesco «divino Hegel»
Nonostante la cattiva traduzione, il senso centrale della lettera rimaneva invariato: il rifiuto di Togliatti nell'intervenire per salvare le vite dei prigionieri italiani.

### Il rapporto con Tito e la Jugoslavia
Significativo è anche il rapporto con Tito e la gestione della questione triestina, che mostra un atteggiamento ondivago nei confronti del capo di Stato jugoslavo e invece una completa sintonia con Mosca: tra il 1945 e il 1948 il PCI esalta Tito, che definisce il nuovo Garibaldi, e solidarizza con lui fino ad appoggiare le sue pretese sulla Venezia Giulia. Il 7 novembre 1946 Palmiro Togliatti va a Belgrado e rilascia a L'Unità la seguente dichiarazione: 
(L'Unità, 7 novembre 1946, citato anche in  Aldo G. Ricci, Verbali del Consiglio dei ministri: Governo de Gasperi, 13 luglio 1946-2 febbraio 1947, Archivio Centrale dello Stato,  p. 661.)

Tra il 1948 e il 1956, dopo la condanna del Cominform, il PCI si allinea immediatamente e L'Unità del 29 giugno 1948 pubblica: 
( Diego De Castro, La questione di Trieste: l'azione politica e diplomatica italiana dal 1943 al 1954, LINT, 1981,  p. 780.)
Durante questo periodo Tito viene criticato in modo assai veemente dal PCI, e i seguaci del maresciallo chiamati spregiativamente titini; nel 1956, Chruščёv si reca a Belgrado, e riabilita Tito affermando: 

Il PCI si adegua nuovamente e in occasione di un nuovo viaggio di Palmiro Togliatti a Belgrado, L'Unità del 28 maggio 1956 pubblica un'intervista in cui il segretario afferma: 
(L'Unità del 28 maggio 1956)

## Vita privata
Togliatti si sposò nel 1924 con Rita Montagnana, collega di partito. Nel 1925 nacque il figlio Aldo (29 luglio 1925-9 luglio 2011), sofferente di schizofrenia con spunti autistici; dopo la morte della madre (1979) venne rinchiuso in una casa di cura di Modena, dove visse per il resto della vita.
Togliatti lasciò la moglie nel 1948 per Nilde Iotti, giovane deputata del PCI, e questo fatto suscitò scalpore, anche nel partito (all'epoca alquanto conservatore in fatto di morale); Togliatti era sposato solo civilmente e, allora, il divorzio non era possibile in Italia.
Negli anni cinquanta, Togliatti affiliò e dette il proprio cognome alla bambina Marisa Malagoli, sorella minore di uno dei sei operai rimasti uccisi in scontri con le forze dell'ordine il 9 gennaio 1950, a Modena, nel corso di una manifestazione operaia. Marisa Malagoli Togliatti divenne poi una psichiatra.

## Togliatti nella cultura di massa

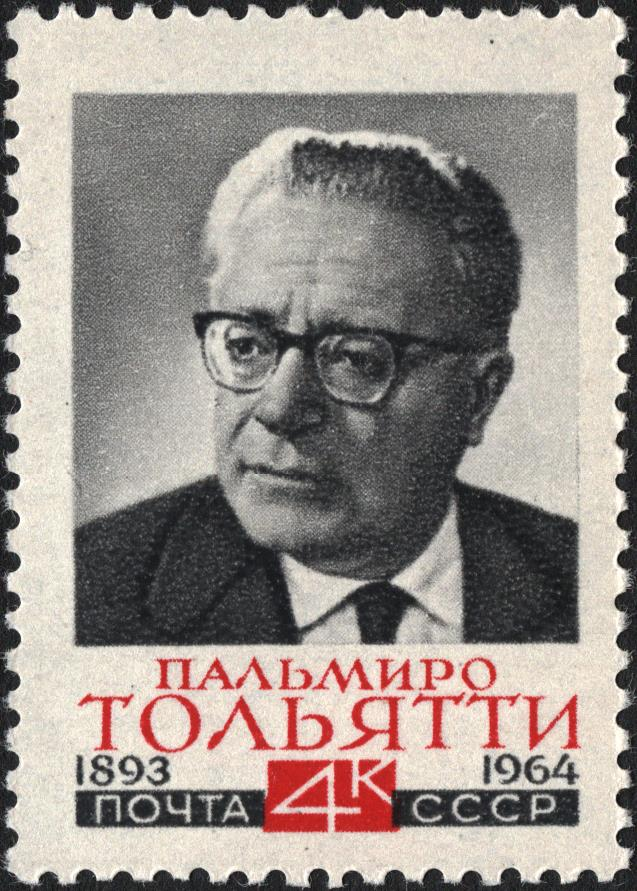
Francobollo sovietico commemorativo di Togliatti

### Intitolazioni
- In Russia esiste una città chiamata Togliatti (Тольятти). Insieme a Torez in Ucraina (dal nome del segretario del PCF, Maurice Thorez) è l'unica città dell'URSS che sia stata battezzata con il nome di un dirigente comunista dell'Occidente (quello precedente era Stavropol'-na-Volge). Ha resistito ai cambiamenti toponomastici avvenuti negli anni novanta e ancora oggi mantiene il nome attribuitole nel 1964 in onore del politico italiano. In Italia è talvolta erroneamente chiamata Togliattigrad.

### Musica
- I CCCP - Fedeli alla linea, band punk rock italiana, hanno citato Togliatti nel titolo del loro album d'esordio 1964-1985 Affinità-divergenze fra il compagno Togliatti e noi - Del conseguimento della maggiore età. Il titolo è una citazione del libro Le divergenze tra il compagno Togliatti e noi, opera di alcuni membri del Comitato Centrale del Partito Comunista Cinese;
- L'attentato a Togliatti (1948), canzone popolare nota anche come Le ore undici il 14 luglio, il cui testo è probabilmente opera del cantastorie Marino Piazza[122] che la incise nel 1963[123]; venne ripresa anche da Francesco De Gregori e Giovanna Marini, nell'album Il fischio del vapore (2002);
- Albana per Togliatti, canzone di Claudio Lolli;
- Parte del suo discorso agli elettori del 1963 è usato nell'introduzione della canzone S.U.N.S.H.I.N.E del rapper Rancore e del produttore DJ Myke.

### Cinema e televisione
- L'Italia con Togliatti (1964), documentario di Citto Maselli
- I sovversivi (1967) di Paolo e Vittorio Taviani, si apre con la scena dei funerali di Togliatti
- De Gasperi - L'uomo della speranza (2005) di Liliana Cavani; interpretato da Andrea Tidona
- Pane e libertà - Giuseppe Di Vittorio (2008) di Alberto Negrin; interpretato da Massimo Wertmüller
- Nel film Uccellacci e uccellini di Pasolini si vede il funerale di Togliatti e il corvo parlante è definito «Un intellettuale di sinistra - diciamo così - di prima della morte di Palmiro Togliatti».

### Arte
Il quadro I funerali di Togliatti (1972) di Renato Guttuso è una rappresentazione in parte reale e in parte allegorica delle esequie del leader comunista: accanto e intorno alla bara di Togliatti sono presenti operai con bandiere rosse e varie figure della storia del comunismo, come Lenin (raffigurato ben cinque volte), Stalin, Lev Trockij, Jean-Paul Sartre, Simone de Beauvoir, Karl Marx, Elio Vittorini, Enrico Berlinguer, Guttuso stesso, Pier Paolo Pasolini, Luigi Longo, Gian Carlo Pajetta, Antonio Gramsci, Angela Davis e Nilde Iotti.

## Opere
- Antonio Gramsci, un capo della classe operaia, in «Lo Stato operaio», 1927; poi Antonio Gramsci capo della classe operaia italiana, in «Lo Stato operaio», 1937; Gramsci, Paris, Edizioni Italiane di Coltura, 1938; Roma, L'Unità, 1944-45.
- Discorsi agli italiani, come Mario Correnti, Mosca, Edizioni in lingue straniere, 1943.
- Avanti, verso la democrazia! Discorso pronunciato alla Conferenza provinciale della Federazione romana del Partito comunista italiano il 24 settembre 1944, Roma, l'Unità, 1944.
- L'Italia e la guerra contro la Germania hitleriana, come Mario Ercoli, Mosca, Edizioni in lingue estere, 1944.
- I compiti del Partito nella situazione attuale, Roma, l'Unità, 1945.
- La pace per l'Italia, Roma, l'Unità, 1945.
- Politica comunista. (discorsi dall'aprile 1944 all'agosto 1945), Roma, l'Unità, 1945.
- Rinnovare l'Italia, Roma, l'Unità, 1946.
- Per la salvezza del nostro paese, Torino, Einaudi, 1946.
- Tre minacce alla democrazia italiana, Roma, Rinascita, 1948.
- Linea d'una politica, Milano, Milano-Sera, 1948.
- Pace o guerra, Milano, Milano-Sera, 1949.
- Gramsci, Milano, Milano-Sera, 1949.
- Discorsi ai giovani italiani, Roma, Gioventù nuova, 1953.
- La lotta dei comunisti per la libertà, la pace, il socialismo, Roma, Edizioni di cultura sociale, 1955.
- Il XX Congresso del P.C.U.S., Roma, Editori Riuniti, 1956.
- La via italiana al socialismo, Roma, Editori Riuniti, 1956; 1964.
- Il Partito comunista italiano, Milano, Nuova Accademia, 1958.
- Discorsi alla Costituente, Roma, Editori Riuniti, 1958.
- Il governo di Salerno, in Trent'anni di storia italiana, 1915-1945. Dall'antifascismo alla Resistenza, Torino, Einaudi, 1961.
- La formazione del gruppo dirigente del Partito comunista italiano nel 1923-1924, Roma, Editori Riuniti, 1962.
- Problemi del movimento operaio internazionale (1956-1961), Roma, Editori Riuniti, 1962.
- Momenti della storia d'Italia, Roma, Editori Riuniti, 1963.
- Sul movimento operaio internazionale, Roma, Editori Riuniti, 1964.
- La via italiana al socialismo, Roma, Editori Riuniti, 1964.
- Il partito, Roma, Editori Riuniti, 1964.
- L'emancipazione femminile, Roma, Editori Riuniti, 1965.
- Comunisti e cattolici, Roma, Editori Riuniti, 1966.
- Opere

1: 1917-1926, a cura di Ernesto Ragionieri, Roma, Editori Riuniti, 1967.
2: 1926-1929, a cura di Ernesto Ragionieri, Roma, Editori Riuniti, 1972.
3: 1929-1935, 2 tomi, a cura di Ernesto Ragionieri, Roma, Editori Riuniti, 1973.
4: 1935-1944, 2 tomi, a cura di Franco Andreucci e Paolo Spriano, Roma, Editori Riuniti, 1979.
5: 1944-1955, a cura di Luciano Gruppi, Roma, Editori Riuniti, 1984. ISBN 88-359-2736-6.
6: 1956-1964, a cura di Luciano Gruppi, Roma, Editori Riuniti, 1984. ISBN 88-359-2778-1.
- Lezioni sul fascismo, Roma, Editori Riuniti, 1970.
- Discorsi ai giovani, Roma, Editori Riuniti, 1971.
- Togliatti editorialista. 1962-1964, Roma, Editori Riuniti, 1971.
- Il Partito. Scritti e discorsi, Edizioni Stampa e Propaganda del PCI, 1973.
- La questione dei ceti medi, Roma, Editori Riuniti, 1973.
- La politica culturale, Roma, Editori Riuniti, 1974.
- Comunisti, socialisti, cattolici, Roma, Editori Riuniti, 1974.
- Politica nazionale e Emilia rossa, Roma, Editori Riuniti, 1974.
- Opere scelte, Roma, Editori Riuniti, 1974.
- Da radio Milano-libertà, Roma, Editori Riuniti, 1974.
- Scritti sul centrosinistra 1958-1961, Firenze, CLUSF, 1975.
- Scritti sul centrosinistra 1962-1964, Firenze, CLUSF, 1975.
- I corsivi di Roderigo. Interventi politico-culturali dal 1944 al 1964, scelti da Ottavio Cecchi, Giovanni Leone, Giuseppe Vacca, Bari, De Donato, 1976.
- Discorsi parlamentari

1, 1946-1951, Roma, Camera dei Deputati, 1984.
2, 1952-1964, Roma, Camera dei Deputati, 1984.
- Per la Sicilia. Scritti e discorsi, Verona, Paniere/P. Milani, 1985.
- Il memoriale di Yalta, Palermo, Sellerio, 1988.
- Rapporto sul fascismo, Roma, Datanews, 1995, ISBN 88-7981-054-5.
- Scritti su Gramsci, Roma, Editori Riuniti, 2001, ISBN 88-359-5018-X.
- Sul fascismo, Roma-Bari, Laterza, 2004, ISBN 88-420-7379-2.
- Il mistero dell'universo, lettera a Salvatore Collura, marzo 1954, in "Belfagor", n. 361, 31 gennaio 2006.
- Su Voltaire, in:  Giulio Trevisani e Stefano Canzio, Il papato contro l'Italia, prefazione di Luciano Canfora, Milano, Nicola Teti Editore, 2008, ISBN 978-88-7039-025-4.
- Corso sugli avversari. Le lezioni sul fascismo, Torino, Einaudi, 2010, ISBN 978-88-06-20085-5.
- La guerra di posizione in Italia. Epistolario 1944-1964, Torino, Einaudi, 2014, ISBN 978-88-06-22049-5.
- La politica nel pensiero e nell'azione. Scritti e discorsi 1917-1964, Collana Il pensiero occidentale, Milano, Bompiani, 2014, ISBN 978-88-452-7750-4.
- Il rinnovamento democratico del paese, Roma, Castelvecchi, 2014, ISBN 978-88-6826-212-9.
- Scritti scelti (1944-1964), Milano, Punto Rosso, 2014, ISBN 978-88-8351-182-0.
- Togliatti internazionalista. Antologia degli scritti 1926-1944, Roma, Bordeaux, 2014, ISBN 978-88-97236-53-5.
- Togliatti e la democrazia. Scritti scelti, Roma, Bordeaux, 2014, ISBN 978-88-97236-54-2.

### Curatele e traduzioni
- Stalin, Questioni del leninismo, 2 tomi, Roma, l'Unità, 1945.
- Carlo Marx e Federico Engels, Il 1848 in Germania e in Francia, Roma, l'Unità, 1946.
- Karl Marx e Friedrich Engels, Manifesto del Partito comunista, Roma, Rinascita, 1947.
- Karl Marx, Il 18 brumaio di Luigi Bonaparte, Roma, Rinascita, 1947.
- Karl Marx, La guerra civile in Francia, Roma, Rinascita, 1947.
- Lenin, Carlo Marx, Roma, Rinascita, 1947.
- Karl Marx e Friedrich Engels, Il partito e l'Internazionale, Roma, Rinascita, 1948.
- Karl Marx e Friedrich Engels, Rivoluzione e controrivoluzione in Germania, Roma, Rinascita, 1949.
- Voltaire, Trattato sulla tolleranza, Milano, Cooperativa del Libro Popolare, 1949.
- Karl Marx, Le lotte di classe in Francia dal 1848 al 1850, Roma, Rinascita, 1950.
- Friedrich Engels, Ludovico Feuerbach e il punto d'approdo della filosofia classica tedesca, Roma, Rinascita, 1950.
- Stalin, Sul progetto di Costituzione dell'URSS, Roma, Rinascita, 1951.
- Stalin, Il marxismo e la linguistica, Roma, Rinascita, 1952.
- Trenta anni di vita e lotte del P.C.I., Roma, Rinascita, 1952.
- Karl Marx, Lavoro salariato e capitale, Roma, Rinascita, 1955.
- Karl Marx, Salario, prezzo e profitto, Roma, Rinascita, 1955.

#### La supervisione delle opere di Gramsci
- Quaderni del carcere
  - Il materialismo storico e la filosofia di Benedetto Croce, Torino, Einaudi, 1948.
  - Gli intellettuali e l'organizzazione della cultura, Torino, Einaudi, 1948.
  - Il Risorgimento, Torino, Einaudi, 1949.
  - Note sul Machiavelli sulla politica e sullo stato moderno, Torino, Einaudi, 1949.
  - Letteratura e vita nazionale, Torino, Einaudi, 1950.
  - Passato e presente, Torino, Einaudi, 1951.